# 大阪府の神社一覧
大阪府の神社一覧（おおさかふのじんじゃいちらん）は、大阪府にある神社を市町村ごとにまとめた一覧である。
記載基準としては下記のいずれかに該当するものとする。
- 近代社格制度における府社以上の神社および別表神社
- 『延喜式神名帳』に記載されている式内社の後裔社
- 文化財保護法に基づき国（文部科学大臣）が指定した文化財、または大阪府文化財保護条例に基づき同府教育委員会が指定した文化財を有する神社
- 特殊神事が行われる神社

なお、府内の八幡宮については八幡宮#近畿地方およびCategory:八幡宮も参照のこと。

## 大阪市

### 都島区
大阪市都島区にある神社
| 神社名          | 所在地                          | 主な祭神            | 神社系列 | 神社庁 | 公式サイト | 備考 |
| 櫻宮 櫻宮御旅所 | 中野町（位置） 善源寺町（位置） | 天照皇大神          |          |        |            | 郷社 刀は府指定有形文化財 明治42年（1909年）に同区毛馬町の八幡神社を合祀 |
| 都島神社        | 都島本通（位置）                | 天照大神            |          |        |            | 石造三重宝篋印塔は府指定有形文化財 昭和18年（1943年）に社名を十五社神社から都島神社に変更 |
| 淀川神社        | 毛馬町（位置）                  | 天照皇大神 八幡大神 | 八幡宮   |        | 淀川神社   | 単立神社 明治42年（1909年）に同区毛馬町の八幡神社を同区中野町の櫻宮に、同区友渕町の十五神社を同市旭区大宮の大宮神社に合祀、昭和26年（1951年）に旧八幡神社と旧十五神社の祭神を合祀し淀川神社として再建 |
| 表 話 編 歴     |                                 |                     |          |        |            | |

### 福島区
大阪市福島区にある神社
| 神社名         | 所在地         | 主な祭神                       | 神社系列   | 神社庁 | 公式サイト     | 備考                                                                         |
| 天神社         | 玉川（位置）   | 菅原道真 少彦名命              | 天満宮     |        |                | 村社 · 福島三天神 ·                                                          |
| 福島天満宮     | 福島（位置）   | 菅原道真                       | 天満宮     |        | 福島天満宮     | 村社 · 福島三天神 ·                                                          |
| 海老江八坂神社 | 海老江（位置） | 素盞嗚尊                       | 祇園神社   |        | 海老江八坂神社 | 当屋行事は府選択無形民俗文化財 ·                                             |
| 春日神社       | 玉川（位置）   | 天児屋根命 天照大神 宇賀御魂神 | 春日神社   |        |                | ウィキメディア・コモンズには、 春日神社 に関連するカテゴリがあります。       |
| 野田恵美須神社 | 玉川（位置）   | 事代主大神 天照皇大神 八幡大神 | えびす神社 |        | 野田恵美須神社 | ウィキメディア・コモンズには、 野田恵美須神社 に関連するカテゴリがあります。 |
| 表 話 編 歴    |                |                                |            |        |                |                                                                              |

### 此花区
大阪市此花区にある神社
| 神社名         | 所在地           | 主な祭神                            | 神社系列 | 神社庁 | 公式サイト | 備考                                                                |
| 朝日神明社     | 春日出中（位置） | 天照皇大神 倭比売命                 | 神明神社 |        |            | 村社 大坂三神明 昭和6年（1931年）に現在地に移転                     |
| 西九條神社     | 西九条           | 住吉大神 三十柱大神                 | 住吉神社 |        |            |                                                                     |
| 産土神社       | 島屋（位置）     | 天照大神 住吉大神 宇迦之御魂神      | 産土神社 |        |            | 村社 昭和13年（1938年）に現在地に移転                               |
| 鴉宮           | 伝法（位置）     | 天照大神                            |          |        |            | 村社 本殿、拝殿、中門、透塀は国の登録有形文化財                     |
| 四貫島住吉神社 | 梅香（位置）     | 底筒男命 中筒男命 表筒男命 神功皇后 | 住吉神社 |        |            | 村社 大正10年（1921年）に現在地に移転                               |
| 澪標住吉神社   | 伝法（位置）     | 住吉大神                            | 住吉神社 |        |            | 村社 社名の由来となった澪標は明治27年（1894年）に大阪市の市章に採用 |
| 表 話 編 歴    |                  |                                     |          |        |            |                                                                     |

### 西区
大阪市西区にある神社
| 神社名       | 所在地         | 主な祭神                              | 神社系列 | 神社庁 | 公式サイト   | 備考                                                        |
| 茨住吉神社   | 九条（位置）   | 底筒男命 中筒男命 表筒男命 息長足姫命 | 住吉神社 |        |              | 郷社 · 明治41年（1908年）に同市大正区泉尾の泉尾神社を合祀 · |
| 土佐稲荷神社 | 北堀江（位置） | 宇賀御魂大神                          | 稲荷神社 |        | 土佐稲荷神社 | 郷社 ·                                                      |
| 楠永神社     | 靱本町（位置） | 楠永大神 楠玉大神                     |          |        |              | 靱公園内に鎮座                                              |
| サムハラ神社 | 立売堀（位置） | 天之御中主神 高皇産霊神 神皇産霊神    |          |        |              |                                                             |
| 表 話 編 歴  |                |                                       |          |        |              |                                                             |

### 港区
大阪市港区にある神社
| 神社名       | 所在地       | 主な祭神                     | 神社系列 | 神社庁 | 公式サイト   | 備考   |
| 三社神社     | 磯路（位置） | 天照皇大神 豊受大神 住吉大神 |          |        |              | 村社 · |
| 福崎住吉神社 | 福崎（位置） | 底筒男命 中筒男命 表筒男命   | 住吉神社 |        | 福崎住吉神社 | 村社   |
| 三先天満宮   | 三先（位置） | 菅原大神 住吉大神 稲荷大神   | 天満宮   |        | 三先天満宮   | 村社   |
| 三津神社     | 夕凪（位置） | 天照皇大神                   | 神明神社 |        |              | 村社 · |
| 表 話 編 歴  |              |                              |          |        |              |        |

### 大正区
大阪市大正区にある神社
| 神社名         | 所在地           | 主な祭神                              | 神社系列 | 神社庁 | 公式サイト | 備考                                                         |
| 産土神社       | 小林西（位置）   | 天照皇大神 応神天皇 住吉大神 春日大神 | 産土神社 |        |            | 村社                                                         |
| 神明神社       | 鶴町（位置）     | 天照皇大神 八幡大神 春日大神          | 神明神社 |        | 神明神社   | 村社 大坂三神明 単立神社                                     |
| 八阪神社       | 三軒家東（位置） | 素盞鳴尊                              | 祇園神社 |        |            | 村社 明治43年（1910年）に同区南恩加島の南恩加島天満宮を合祀  |
| 八坂神社       | 三軒家東（位置） | 素盞鳴尊                              | 祇園神社 |        |            | 村社 クスノキは市指定保存樹                                  |
| 泉尾神社       | 泉尾（位置）     | 住吉大神 大國主神 八幡大神            |          |        |            | 明治41年（1908年）に同市西区九条の茨住吉神社に合祀、後に独立 |
| 南恩加島天満宮 | 南恩加島（位置） | 菅原道真                              | 天満宮   |        |            | 明治43年（1910年）に同区三軒家東の八阪神社に合祀、後に独立   |
| 表 話 編 歴    |                  |                                       |          |        |            |                                                              |

### 天王寺区
大阪市天王寺区にある神社
| 神社名       | 所在地           | 主な祭神                                     | 神社系列 | 神社庁 | 公式サイト | 備考 |
| 生國魂神社   | 生玉町（位置）   | 生島大神 足島大神                            |          |        |            | 官幣大社 · 別表神社 · 式内社（名神大社、摂津国東生郡難波坐生國咲國魂神社） · 生國魂祭、彦八まつりが行われる ·    |
| 大江神社     | 夕陽丘町（位置） | 豊受大神 素戔嗚尊 大己貴命 少彦名命 欽明天皇 |          |        | 大江神社   | 郷社 · 四天王寺七宮 · 境内には市指定保存樹林がある · 上野王子（九十九王子の4番目）を合祀 ·                       |
| 久保神社     | 勝山（位置）     | 天照大神                                     |          |        |            | 村社 · 四天王寺七宮 ·                                                                                            |
| 五條宮       | 真法院町（位置） | 敏達天皇                                     |          |        |            | 村社 · 単立神社 ·                                                                                                |
| 河堀稲生神社 | 大道（位置）     | 宇賀魂大神 崇峻天皇 素盞嗚尊                 | 稲荷神社 |        |            | 村社 四天王寺七宮 明治41年（1908年）に同市生野区生野東の生野八坂神社を合祀                                       |
| 東高津宮     | 東高津町（位置） | 仁徳天皇 磐之媛命                            |          |        |            | 村社 · |
| 堀越神社     | 茶臼山町（位置） | 崇峻天皇                                     |          |        | 堀越神社   | 村社 · 四天王寺七宮 · 境内には市指定保存樹林がある · 摂社熊野第一王子之宮に窪津王子（九十九王子の1番目）を合祀 · |
| 三光神社     | 玉造本町（位置） | 天照大神 月読尊 素戔鳴尊                     |          |        | 三光神社   | 単立神社 · |
| 安居神社     | 逢阪（位置）     | 少彦名神 菅原道真                            | 天満宮   |        |            | 単立神社 · クスノキは市指定保存樹 ·                                                                              |
| 表 話 編 歴  |                  |                                              |          |        |            | |

### 浪速区
大阪市浪速区にある神社
| 神社名       | 所在地           | 主な祭神                                     | 神社系列   | 神社庁 | 公式サイト   | 備考                                                               |
| 今宮戎神社   | 恵美須西（位置） | 天照皇大神 事代主神 素盞鳴命 月読尊 稚日女尊 | えびす神社 |        | 今宮戎神社   | 郷社 · 別表神社 · 木造男神坐像、木造男神半跏像は市指定有形文化財 · |
| 難波八阪神社 | 元町（位置）     | 素盞嗚尊 奇稲田姫命 八柱御子命               | 祇園神社   |        | 難波八阪神社 | 郷社 · 綱引神事は市指定無形民俗文化財 ·                            |
| 敷津松之宮   | 敷津西（位置）   | 素盞嗚尊 大國主命                            | 祇園神社   |        |              | 村社 · クスノキ、ムクノキは市指定保存樹 ·                          |
| 廣田神社     | 日本橋西（位置） | 撞賢木厳之御魂天疎向津媛命                   | 廣田神社   |        |              | 村社 ·                                                             |
| 浪速神社     | 浪速西（位置）   | 坐摩大神 猿田彦大神                          | 坐摩神社   |        |              | 坐摩神社の境外末社                                                 |
| 表 話 編 歴  |                  |                                              |            |        |              |                                                                    |

### 西淀川区
大阪市西淀川区にある神社
| 神社名                  | 所在地                    | 主な祭神                                           | 神社系列 | 神社庁 | 公式サイト | 備考                                                                   |
| 田蓑神社                | 佃（位置）                | 底筒男神 中筒男神 表筒男神 神功皇后                | 住吉神社 |        | 田蓑神社   | 郷社 明治元年（1868年）に社名を住吉神社から田蓑神社に変更              |
| 姫嶋神社                | 姫島（位置）              | 阿迦留姫命 住吉大神                                | 住吉神社 |        |            | 郷社 明治43年（1910年）に同区花川の鼻川神社を合祀                      |
| 大和田住吉神社          | 大和田（位置）            | 底筒男命 中筒男命 表筒男命 神功皇后                | 住吉神社 |        |            | 村社                                                                   |
| 五社神社                | 中島（位置）              | 天照大御神 豊受大神 素盞嗚尊 火之迦具土神 住吉三神 |          |        |            | 村社                                                                   |
| 野里住吉神社            | 野里（位置）              | 底筒男神 中筒男神 表筒男神 神功皇后                | 住吉神社 |        |            | 村社 野里の一夜官女は府選択無形民俗文化財                              |
| 鼻川神社 鼻川神社御旅所 | 花川（位置） 柏里（位置） | 神功皇后 素盞嗚尊                                  | 祇園神社 |        |            | 明治43年（1910年）に同区姫島の姫嶋神社に合祀、大正13年（1924年）に独立 |
| 表 話 編 歴             |                           |                                                    |          |        |            |                                                                        |

### 東淀川区
大阪市東淀川区にある神社
| 神社名                  | 所在地                      | 主な祭神                              | 神社系列 | 神社庁 | 公式サイト | 備考                                                                   |
| 中島惣社                | 東中島（位置）              | 宇賀御魂神                            | 稲荷神社 |        |            | 郷社 ·                                                                 |
| 大隅神社 大隅神社御旅所 | 大桐（位置） 井高野（位置） | 応神天皇                              |          |        |            | 村社 明治42年（1909年）に同区小松の松山神社を合祀                      |
| 大宮                    | 大道南（位置）              | 安閑天皇                              |          |        |            | 村社 明治37年（1904年）に現在地に移転                                  |
| 春日神社                | 上新庄（位置）              | 建御雷神 経津主命 天児屋根命 比売大神 | 春日神社 |        |            | 村社 クスノキは市指定保存樹                                            |
| 柴島神社                | 柴島（位置）                | 八幡大神 天照皇大神 春日大神          |          |        | 柴島神社   | 村社 刀は府指定有形文化財 明治34年（1901年）に現在地に移転             |
| 菅原天満宮              | 菅原（位置）                | 菅原道真                              | 天満宮   |        |            | 村社 クスノキは市指定保存樹                                            |
| 松山神社                | 小松（位置）                | 菅原道真                              | 天満宮   |        |            | 明治42年（1909年）に同区大桐の大隅神社に合祀、昭和19年（1944年）に独立 |
| 表 話 編 歴             |                             |                                       |          |        |            |                                                                        |

### 東成区
大阪市東成区にある神社
| 神社名                      | 所在地                        | 主な祭神                                       | 神社系列          | 神社庁 | 公式サイト   | 備考                                                                           |
| 熊野大神宮 熊野大神宮御旅所 | 大今里（位置） 東今里（位置） | 伊弉册尊 速玉男命 事解男命                     | 熊野神社          |        |              | 村社                                                                           |
| 八王子神社 八王子神社御旅所 | 中本（位置） 大今里（位置）   | 八王子大神                                     | 八王子神社        |        |              | 村社 御旅所のクスノキは市指定保存樹                                            |
| 比売許曽神社                | 東小橋（位置）                | 下照比売命                                     | 祇園神社          |        |              | 村社 · 式内社（名神大社、摂津国東生郡比売許曽神社） · 文書は市指定有形文化財 · |
| 深江稲荷神社                | 深江南（位置）                | 宇迦之御魂神 猿田彦命 月読命 下照姫命 笠縫祖神 | 稲荷神社          |        | 深江稲荷神社 | 村社 摂津笠縫邑跡は府指定史跡                                                  |
| 八阪神社                    | 中道（位置）                  | 素盞鳴尊 菊理姫命                              | 祇園神社 白山神社 |        | 八阪神社     | 村社                                                                           |
| 表 話 編 歴                 |                               |                                                |                   |        |              |                                                                                |

### 生野区
大阪市生野区にある神社
| 神社名       | 所在地         | 主な祭神                   | 神社系列 | 神社庁 | 公式サイト   | 備考 |
| 生野神社     | 舎利寺（位置） | 素盞嗚命 大国主命          | 祇園神社 |        |              | 村社 昭和22年（1947年）に社名を素盞嗚尊神社から生野神社に変更                                             |
| 清見原神社   | 小路（位置）   | 天武天皇                   |          |        | 清見原神社   | 村社 昭和17年（1942年）に社名を小路神社から清見原神社に変更                                               |
| 田島神社     | 田島（位置）   | 少彦名命                   |          |        |              | 村社 明治42年（1909年）に社名を天神社から田島神社に変更 境内に眼鏡レンズ発祥之地の碑がある                |
| 巽神社       | 巽南（位置）   | 応神天皇                   | 八幡宮   |        |              | 村社 式内社（河内国渋川郡横野神社） 明治40年（1907年）に横野神社を合祀、社名を八幡神社から巽神社に変更    |
| 御幸森天神宮 | 桃谷（位置）   | 仁徳天皇 少彦名命 忍坂彦命 |          |        | 御幸森天神宮 | 村社 · 本殿、幣殿、拝殿、透塀は国の登録有形文化財 · 境内には市指定保存樹林がある ·                        |
| 生野八坂神社 | 生野東（位置） | 素盞嗚尊                   | 祇園神社 |        |              | クスノキは市指定保存樹 明治41年（1908年）に同市天王寺区大道の河堀稲生神社に合祀、昭和30年（1955年）に独立 |
| 表 話 編 歴  |                |                            |          |        |              | |

### 旭区
大阪市旭区にある神社
| 神社名      | 所在地       | 主な祭神                 | 神社系列 | 神社庁 | 公式サイト | 備考 |
| 日吉神社    | 赤川（位置） | 大山咋神                 | 日吉神社 |        | 日吉神社   | 府社 |
| 大宮神社    | 大宮（位置） | 応神天皇 神功皇后 姫大神 | 八幡宮   |        | 大宮神社   | 村社 明治42年（1909年）に同市都島区友渕町の十五神社を合祀、同45年（1912年）に社名を大宮八幡宮から大宮神社に変更 |
| 不焼宮      | 清水（位置） | 八幡大神                 | 八幡宮   |        |            | 村社 |
| 表 話 編 歴 |              |                          |          |        |            | |

### 城東区
大阪市城東区にある神社
| 神社名                     | 所在地         | 主な祭神                             | 神社系列 | 神社庁 | 公式サイト     | 備考                                                                                   |
| 皇大神宮                   | 今福南（位置） | 天照大御神                           | 神明神社 |        | 今福皇大神宮   | 村社                                                                                   |
| 白山神社                   | 中浜（位置）   | 菊理媛神                             | 白山神社 |        |                | 村社 イチョウは府指定天然記念物                                                        |
| 諏訪神社                   | 諏訪（位置）   | 建御名方刀美命 八坂刀売之命          | 諏訪神社 |        |                | 村社 獅子舞は市指定無形民俗文化財                                                      |
| 須佐之男尊神社（関目神社） | 成育（位置）   | 須佐之男尊                           | 祇園神社 |        |                | 村社                                                                                   |
| 野江水神社                 | 野江（位置）   | 水波女大神                           |          |        | 野江神社       | 村社                                                                                   |
| 八劔神社                   | 鴫野東（位置） | 八劔大明神 武速須佐雄大神 罔象女大神 |          |        | 八劔神社       | 村社                                                                                   |
| 若宮八幡大神宮             | 蒲生（位置）   | 仁徳天皇                             | 八幡宮   |        | 若宮八幡大神宮 | 村社 境内には市指定保存樹林がある 大坂の陣の際に徳川方の佐竹義宣が当社境内に陣を置いた |
| 表 話 編 歴                |                |                                      |          |        |                |                                                                                        |

### 阿倍野区
大阪市阿倍野区にある神社
| 神社名       | 所在地             | 主な祭神                                  | 神社系列 | 神社庁 | 公式サイト   | 備考 |
| 阿部野神社   | 北畠（位置）       | 北畠親房 北畠顕家                         |          |        | 阿部野神社   | 別格官幣社 · 建武中興十五社 · 別表神社 · 境内には市指定保存樹林がある ·                                                                                        |
| 阿倍王子神社 | 阿倍野元町（位置） | 伊邪那岐命 伊邪那美命 速素盞鳴命 応神天皇 | 熊野神社 |        | 阿倍王子神社 | 郷社 · 紙本著色摂州東成郡阿倍権現縁起絵巻は市指定有形文化財 · クスノキ、エノキは市指定保存樹 · 安倍野王子（九十九王子の5番目）、府内の九十九王子社で唯一現存 · |
| 安倍晴明神社 | 阿倍野元町（位置） | 安倍晴明                                  |          |        | 安倍晴明神社 | 阿倍王子神社の境外末社 · 境内には市指定保存樹林がある · |
| 表 話 編 歴  |                    |                                           |          |        |              | |

### 住吉区
大阪市住吉区にある神社
| 神社名             | 所在地         | 主な祭神                              | 神社系列 | 神社庁 | 公式サイト         | 備考 |
| 住吉大社           | 住吉（位置）   | 底筒男命 中筒男命 表筒男命 息長足姫命 | 住吉神社 |        | 住吉大社           | 摂津国一宮 · 官幣大社 · 二十二社 · 別表神社 · 式内社（名神大社、摂津国住吉郡住吉坐神社） · 本殿は国宝 · 南門、東楽所、西楽所、石舞台、住吉神代記、太刀、刀は国の重要文化財 · 神館は国の登録有形文化財 · 住吉の御田植は国の重要無形民俗文化財 · 住吉の御田植神事の芸能は国の選択無形民俗文化財 · 住吉行宮跡は国の史跡 · 南高蔵、北高蔵、末社招魂社本殿、太刀、刀、剣、鉄砲は府指定有形文化財 · 夏越祭は府選択無形民俗文化財 · 境内は市指定史跡 · クスノキ、カイヅカイブキ、ムクノキ、ケヤキは市指定保存樹 · 明治5年（1872年）に摂社生根神社、摂社止止呂支比売命神社が独立 · 境内末社新宮社に津守王子（九十九王子の6番目）が合祀されたとする説がある · |
| 大依羅神社         | 庭井（位置）   | 建豊波豆羅和気王 住吉三神             | 住吉神社 |        |                    | 府社 · 単立神社 · 式内社（名神大社、摂津国住吉郡大依羅神社、摂津国住吉郡草津大歳神社、摂津国住吉郡努能太比賣命神社） · 明治40年（1907年）に草津大歳神社、同41年（1908年）に努能太比賣命神社を合祀 · |
| 生根神社           | 住吉（位置）   | 少名彦命                              | 淡嶋神社 |        | 生根神社           | 郷社 · 式内社（摂津国住吉郡生根神社） · 本殿は府指定有形文化財 · 木造天神坐像は市指定有形文化財 · 境内には市指定保存樹林がある · 江戸時代には住吉大社の摂社とされたが、明治5年（1872年）に独立 · |
| 神須牟地神社       | 長居西（位置） | 神産霊大神 手力男命 天児屋根命        |          |        |                    | 村社 式内社（摂津国住吉郡神須牟地神社） 神須牟地社社号標石、多米社社号標石は市指定有形文化財 境内には市指定保存樹林がある |
| 止止呂支比売命神社 | 沢之町（位置） | 素戔嗚尊 稲田姫尊                     |          |        | 止止呂支比売命神社 | 村社 · 式内社（摂津国住吉郡止杼侶支比賣命神社） · 天水分豊浦命社社号標石は市指定有形文化財 · 津守王子（九十九王子の6番目）が合祀されたとする説がある · かつては住吉大社の摂社とされたが、明治5年（1872年）に独立 · 明治40年（1907年）に天水分豊浦命神社を合祀 · |
| 保利神社           | 長居東（位置） | 速素盞嗚尊 大巳貴命                   | 祇園神社 |        | 保利神社           | 村社 境内には市指定保存樹林がある 明治44年（1911年）に社名を祇園神社から保利神社に変更 |
| 浅沢社             | 上住吉（位置） | 市杵島姫命                            |          |        |                    | 住吉大社の境外末社 · |
| 天水分豊浦命神社   | 沢之町         | 天水分神 奥津彦神 奥津姫神            |          |        |                    | 止止呂支比売命神社の境内社 式内社（摂津国住吉郡天水分豊浦命神社） 明治40年（1907年）に止止呂支比売命神社に合祀され境内社となる |
| 大歳社             | 墨江（位置）   | 大歳神                                |          |        |                    | 住吉大社の境外末社 · 式内社（摂津国住吉郡草津大歳神社） · |
| 大海神社           | 住吉           | 豊玉彦命 豊玉姫命                     |          |        |                    | 住吉大社の境内摂社 · 式内社（摂津国住吉郡大海神社） · 本殿は国の重要文化財 · |
| 種貸社             | 住吉           | 倉稲魂命                              |          |        |                    | 住吉大社の境内末社 式内社（摂津国住吉郡多米神社） |
| 船玉神社           | 住吉           | 天鳥船命 猿田彦神                     |          |        |                    | 住吉大社の境内摂社 式内社（摂津国住吉郡船玉神社） |
| 表 話 編 歴        |                |                                       |          |        |                    | |

### 東住吉区
大阪市東住吉区にある神社
| 神社名         | 所在地           | 主な祭神                     | 神社系列 | 神社庁 | 公式サイト | 備考                                                                          |
| 阿麻美許曾神社 | 矢田（位置）     | 素盞嗚命                     | 祇園神社 |        |            | 郷社 · 式内社（河内国丹比郡阿麻美許曾神社） · 境内には市指定保存樹林がある ·  |
| 桑津天神社     | 桑津（位置）     | 少彦名神 菅原道真 須佐之男命 |          |        |            | 村社 境内には市指定保存樹林がある                                             |
| 鷹合神社       | 鷹合（位置）     | 素盞鳴尊                     | 祇園神社 |        | 鷹合神社   | 村社 境内には市指定保存樹林がある                                             |
| 中井神社       | 針中野（位置）   | 素盞嗚尊                     | 祇園神社 |        |            | 村社 単立神社 国史見在社（田邊東神『三代実録』） 境内には市指定保存樹林がある |
| 中臣須牟地神社 | 住道矢田（位置） | 中臣須牟地神                 |          |        |            | 村社 式内社（摂津国住吉郡中臣須牟地神社）                                     |
| 山阪神社       | 山坂（位置）     | 天穂日命 野見宿禰            |          |        |            | 村社 国史見在社（田邊西神『三代実録』） 境内には市指定保存樹林がある          |
| 湯里住吉神社   | 湯里（位置）     | 中筒男命                     | 住吉神社 |        |            | 村社 · 中臣須牟地神社からの勧請 ·                                             |
| 表 話 編 歴    |                  |                              |          |        |            |                                                                               |

### 西成区
大阪市西成区にある神社
| 神社名             | 所在地         | 主な祭神                                         | 神社系列 | 神社庁 | 公式サイト | 備考                                                                           |
| 生根神社           | 玉出西（位置） | 少彦名命 蛭児命 菅原道真                         |          |        |            | 村社 · 玉出のだいがくは府指定有形民俗文化財 · 住吉大社摂社生根神社からの勧請 · |
| 津守神社           | 津守（位置）   | 天照皇大神 住吉大神 大歳大神 稲荷大神 綿津見大神 |          |        |            | 村社 ·                                                                         |
| 天神ノ森天満宮     | 岸里東（位置） | 菅原道真                                         | 天満宮   |        |            | 村社 · 境内には市指定保存樹林がある ·                                          |
| 松乃木大明神       | 太子（位置）   | 松乃木大明神                                     |          |        |            | 猫の供養のために創建される                                                     |
| 敷津松之宮西成旅所 | 松（位置）     | 素盞嗚尊 大国主命 事代主命 奇稲田姫命 少彦名命   | 祇園神社 |        |            | 敷津松之宮の御旅所 ·                                                           |
| 表 話 編 歴        |                |                                                  |          |        |            |                                                                                |

### 淀川区
大阪市淀川区にある神社
| 神社名       | 所在地         | 主な祭神                                                                           | 神社系列 | 神社庁 | 公式サイト | 備考 |
| 香具波志神社 | 加島（位置）   | 食稲魂神 保食神 天照皇大神 稚産霊神 埴山姫神 住吉大神 八幡大神                     | 稲荷神社 |        |            | 郷社 クスノキは市指定保存樹                                                                              |
| 蒲田神社     | 東三国（位置） | 別雷大神 宇賀御魂大神                                                              |          |        | 蒲田神社   | 村社 |
| 神津神社     | 十三東（位置） | 応神天皇 神功皇后 底筒男命 中筒男命 表筒男命 宇賀御魂神 菅原道真 少彦名神 猿田彦神 | 八幡宮   |        | 神津神社   | 村社 |
| 塚本神社     | 塚本（位置）   | 建速素盞嗚尊                                                                       | 祇園神社 |        |            | 明治42年（1909年）に同区塚本の八阪神社を同市北区の富島神社に合祀、昭和39年（1964年）に塚本神社として再建 |
| 表 話 編 歴  |                |                                                                                    |          |        |            | |

### 鶴見区
大阪市鶴見区にある神社
| 神社名       | 所在地         | 主な祭神 | 神社系列   | 神社庁 | 公式サイト   | 備考 |
| 阿遅速雄神社 | 放出東（位置） | 味耜高彦根神 |            |        |              | 郷社 · 式内社（摂津国東生郡阿遅速雄神社） · クスノキは府指定天然記念物 · 阿遅速雄社社号標石は市指定有形文化財 · お蔭灯籠は市指定有形民俗文化財 · |
| 今津比枝神社 | 今津中（位置） | 天照皇大神 大山咋神 大己貴命 | 日吉神社   |        | 今津比枝神社 | 村社 · 境内には市指定保存樹林がある · |
| 鶴見神社     | 鶴見（位置）   | 大山咋神荒魂 正勝吾勝勝速日天之忍穂耳命 天之菩卑命 天津日子根命 活津日子根命 熊野久須毘命 多紀理比賣命 市寸島比賣命 田寸津比賣命 | 八王子神社 |        | 鶴見神社     | 村社 クスノキは市指定保存樹 |
| 八幡神社     | 諸口（位置）   | 誉田別命 | 八幡宮     |        |              | 村社 クスノキは市指定保存樹 |
| 横堤八幡宮   | 横堤（位置）   | 応神天皇 神功皇后 比売大神 | 八幡宮     |        |              | 村社 昭和30年（1955年）に社名を産須那神社から八幡宮に変更                                                                                        |
| 表 話 編 歴  |                | |            |        |              | |

### 住之江区
大阪市住之江区にある神社
| 神社名       | 所在地           | 主な祭神                                         | 神社系列 | 神社庁 | 公式サイト   | 備考                                                             |
| 大阪護國神社 | 南加賀屋（位置） | 大阪府出身または縁故のある殉国の英霊十万五千余柱 | 護国神社 |        | 大阪護國神社 | 別表神社 · 内務大臣指定護国神社 · 境内には市指定保存樹林がある · |
| 高崎神社     | 南加賀屋（位置） | 水分神 天照大神 柿本人麻呂                       |          |        | 高崎神社     | 村社                                                             |
| 高砂神社     | 北島（位置）     | 天水分大神                                       |          |        | 高砂神社     | 村社 クスノキは市指定保存樹                                      |
| 桜島神社     | 南港北（位置）   | 不明                                             |          |        |              | 咲洲に鎮座                                                       |
| 表 話 編 歴  |                  |                                                  |          |        |              |                                                                  |

### 平野区
大阪市平野区にある神社
| 神社名         | 所在地             | 主な祭神                            | 神社系列        | 神社庁 | 公式サイト   | 備考 |
| 杭全神社       | 平野宮町（位置）   | 素盞嗚尊 伊弉册尊 速玉男尊 事解男尊 | 熊野神社        |        | 杭全神社     | 府社 · 本殿（第一殿、第二殿、第三殿）は国の重要文化財 · 御田植用具一式は府指定有形民俗文化財 · 御田植は府選択無形民俗文化財 · クスノキは府指定天然記念物 · 連歌所は市指定有形文化財 · イチョウ、クスノキは市指定保存樹 · 大正3年（1914年）に赤留比賣命神社を合祀 · |
| 志紀長吉神社   | 長吉長原（位置）   | 長江襲津彦命                        |                 |        | 志紀長吉神社 | 郷社 式内社（河内国志紀郡志紀長吉神社） 絹本著色弘法大師画像、絹本著色牛頭天王曼荼羅図、文書は市指定有形文化財 |
| 旭神社         | 加美正覚寺（位置） | 素盞鳴尊                            | 祇園神社        |        | 旭神社       | 村社 クスノキ、イチョウ、ムクノキは府指定天然記念物 |
| 瓜破天神社     | 瓜破（位置）       | 菅原道真 素盞嗚尊 平維盛            | 天満宮 祇園神社 |        |              | 村社 |
| 川辺八幡神社   | 長吉川辺（位置）   | 応神天皇                            | 八幡宮          |        |              | 村社 クスノキ、ムクノキは市指定保存樹 |
| 式内楯原神社   | 喜連（位置）       | 武甕槌命 大国主命                   |                 |        |              | 村社 単立神社 式内社（摂津国住吉郡楯原神社） 本殿は市指定有形文化財 明治40年（1907年）に東西神社および春日神社を合祀 |
| 新家天満宮     | 加美南（位置）     | 菅原道真                            | 天満宮          |        |              | 村社 明治41年（1908年）に同区加美鞍作の菅原神社に合祀、昭和24年（1949年）に再建 |
| 菅原神社       | 加美鞍作（位置）   | 菅原道真                            | 天満宮          |        |              | 村社 明治41年（1908年）に同区加美南の新家天満宮を合祀 |
| 八坂神社       | 喜連東（位置）     | 素盞嗚尊                            | 祇園神社        |        |              | 単立神社 明治40年（1907年）に東西神社および春日神社を同区喜連の式内楯原神社に合祀、昭和26年（1951年）に八坂神社として再建 |
| 赤留比賣命神社 | 平野宮町           | 赤留比売命                          |                 |        |              | 杭全神社の飛地境内社 式内社（摂津国住吉郡赤留比賣命神社） 大正3年（1914年）に杭全神社に合祀され境内社となる |
| 表 話 編 歴    |                    |                                     |                 |        |              | |

### 北区
大阪市北区にある神社
| 神社名                      | 所在地                        | 主な祭神                                             | 神社系列        | 神社庁 | 公式サイト   | 備考 |
| 大阪天満宮                  | 天神橋（位置）                | 菅原道真                                             | 天満宮          |        | 大阪天満宮   | 府社 · 別表神社 · 参集所、神楽所、梅花殿は国の登録有形文化財 · 天神祭御迎船人形は府指定有形民俗文化財 · 天神祭の催太鼓は府選択無形民俗文化財 · 天神祭礼船渡御図屏風は市指定有形文化財 · 船形山車は市指定有形民俗文化財 · |
| 綱敷天神社 綱敷天神社御旅所 | 神山町（位置） 茶屋町（位置） | 嵯峨天皇 菅原道真                                    | 天満宮          |        | 綱敷天神社   | 郷社 · |
| 露天神社                    | 曽根崎（位置）                | 大己貴大神 少彦名大神 天照皇大神 豊受姫大神 菅原道真 | 神明神社 天満宮 |        | 露天神社     | 郷社 · 境内末社難波神明社は大坂三神明 · |
| 浦江八坂神社                | 大淀南（位置）                | 素盞烏尊                                             | 祇園神社        |        | 浦江八坂神社 | 村社 · |
| 大仁八阪神社                | 大淀中（位置）                | 素盞嗚尊                                             | 祇園神社        |        |              | 村社 |
| 富島神社                    | 中津（位置）                  | 素戔嗚尊                                             | 祇園神社        |        |              | 村社 明治42年（1909年）に同市淀川区塚本の八阪神社を合祀、同43年（1910年）に社名を利島神社から富島神社に変更 |
| 豊崎神社                    | 豊崎（位置）                  | 孝徳天皇                                             |                 |        | 豊崎神社     | 村社 |
| 淀川天神社                  | 国分寺（位置）                | 天穂日命                                             | 天満宮          |        |              | 村社 |
| 長柄八幡宮                  | 長柄中（位置）                | 八幡大神                                             | 八幡宮          |        | 長柄八幡宮   | 村社 |
| 堀川戎神社                  | 西天満（位置）                | 蛭児大神 少彦名命 天太玉命                           | えびす神社      |        | 堀川戎神社   | 村社 · |
| 南長柄八幡宮                | 長柄中（位置）                | 応神天皇                                             | 八幡宮          |        |              | |
| 松乃木神社                  | 松ケ枝町                      |                                                      |                 |        |              | |
| 表 話 編 歴                 |                               |                                                      |                 |        |              | |

### 中央区
大阪市中央区にある神社
| 神社名                | 所在地                        | 主な祭神                                         | 神社系列 | 神社庁 | 公式サイト   | 備考 |
| 坐摩神社 坐摩神社行宮 | 久太郎町（位置） 石町（位置） | 生井神 福井神 綱長井神 阿須波神 波比祇神         |          |        | 坐摩神社     | 摂津国一宮 · 官幣中社 · 別表神社 · 式内社（摂津国西成郡坐摩神社） · 末社陶器神社せともの祭は市指定無形民俗文化財 · 行宮は窪津王子（九十九王子の1番目）の跡地に鎮座 · 境内に大阪府神社庁がある · |
| 高津宮                | 高津（位置）                  | 仁徳天皇                                         |          |        | 高津宮       | 府社 · 別表神社 · 郡戸王子（九十九王子の3番目）を当社に比定する説がある · |
| 玉造稲荷神社          | 玉造（位置）                  | 宇迦之御魂大神                                   | 稲荷神社 |        | 玉造稲荷神社 | 府社 · |
| 難波神社              | 博労町（位置）                | 仁徳天皇                                         |          |        | 難波神社     | 府社 · 単立神社 · クスノキは市指定保存樹 · |
| 豊國神社              | 大阪城（位置）                | 豊臣秀吉 豊臣秀頼 豊臣秀長                       | 豊国神社 |        | 豊國神社     | 府社 · |
| 御霊神社              | 淡路町（位置）                | 瀬織津姫 津布良彦神 津布良媛神 応神天皇 鎌倉景正 | 御霊神社 |        | 御霊神社     | 郷社 · 単立神社 · 国史見在社（圓神祠『文徳実録』） · |
| 御津宮                | 西心斎橋（位置）              | 応神天皇                                         | 八幡宮   |        |              | 郷社 · |
| 鵲森宮                | 森ノ宮中央（位置）            | 聖徳太子 用明天皇 穴穂部間人皇女                 |          |        | 鵲森宮       | 村社 · |
| 少彦名神社            | 道修町（位置）                | 少彦名命 神農                                    |          |        | 少彦名神社   | 本殿、幣殿、拝殿は国の登録有形文化財 · 薬祖講行事は市指定無形民俗文化財 · |
| 表 話 編 歴           |                               |                                                  |          |        |              | |

## 堺市

### 堺市堺区
堺市堺区にある神社
| 神社名      | 所在地               | 主な祭神                                       | 神社系列        | 神社庁 | 公式サイト | 備考 |
| 開口神社    | 甲斐町東（位置）     | 塩土老翁大神 素盞嗚大神 生国魂大神             |                 |        | 開口神社   | 府社 · 式内社（和泉国大鳥郡開口神社、和泉国大鳥郡生國神社） · 短刀、紙本墨書伏見天皇宸翰御歌集、紙本著色大寺縁起は国の重要文化財 · 開口神社文書は府指定有形文化財 ·  |
| 菅原神社    | 戎之町東（位置）     | 菅原道真 天穂日命 野見宿禰                     | 天満宮          |        | 菅原神社   | 郷社 · 楼門は府指定有形文化財 · 境王子（九十九王子の7番目）を明治41年（1908年）に当社に合祀された同区熊野町東の熊野神社に比定する説がある ·                          |
| 方違神社    | 北三国ヶ丘町（位置） | 八十天万魂神 素盞嗚命 三筒男大神 息気長足姫命  |                 |        | 方違神社   | 郷社 · クロガネモチは府指定天然記念物 · |
| 石津神社    | 石津町（位置）       | 八重事代主神 大己貴神 天穂日神                 | えびす神社      |        | 石津神社   | 村社 · 式内社（和泉国大鳥郡石津太社神社） · クスノキ、オガタマノキは市指定保存樹 ·                                                                                   |
| 神明神社    | 栄橋町（位置）       | 天照大神 豊受大神                              | 神明神社        |        |            | 村社 蘇鉄山の登山認定証を配付している |
| 田守神社    | 松屋町（位置）       | 天照大神                                       |                 |        | 田守神社   | 村社 |
| 月洲神社    | 南島町（位置）       | 住吉大神 生國魂大神 水分大神                   |                 |        | 月洲神社   | 村社 · イスノキ、クスノキは市指定保存樹 · |
| 船待神社    | 西湊町（位置）       | 天穂日命 菅原道真                              | 天満宮          |        |            | 村社 · 式内社（和泉国大鳥郡生國神社） · |
| 宿院頓宮    | 宿院町東（位置）     | 底筒男命 中筒男命 表筒男命 息長足姫命 弟橘媛命 | 住吉神社 鷲神社 |        | 宿院頓宮   | 住吉大社および大鳥大社の御旅所 · 式内社（和泉国大鳥郡大鳥井瀬神社） · 大正10年（1921年）に波除住吉神社、同11年（1922年）に大鳥大社摂社大鳥井瀬神社を頓宮境内へ遷座 · |
| 高須神社    | 北半町東（位置）     | 保食命 猿田彦命 大宮姫命 大物主命              | 稲荷神社        |        |            | ウィキメディア・コモンズには、 高須神社 に関連するカテゴリがあります。                                                                                               |
| 表 話 編 歴 |                      |                                                |                 |        |            | |

### 堺市中区
堺市中区にある神社
| 神社名      | 所在地             | 主な祭神                   | 神社系列 | 神社庁 | 公式サイト | 備考 |
| 陶荒田神社  | 上之（位置）       | 高御産霊大神 剣根命        |          |        |            | 郷社 · 式内社（和泉国大鳥郡陶荒田神社、和泉国大鳥郡火雷神社） · 明治41年（1908年）に同区福田の愛宕神社を合祀 · |
| 野々宮神社  | 深井清水町（位置） | 素盞嗚命 火産霊命 菅原道真 |          |        |            | 郷社 · だんじり祭りで宮入りが行われる ·                                                                        |
| 蜂田神社    | 八田寺町（位置）   | 天児屋根命                 |          |        |            | 村社 式内社（和泉国大鳥郡蜂田神社）                                                                            |
| 愛宕神社    | 福田（位置）       | 愛宕神                     | 愛宕神社 |        |            | 単立神社 式内社（和泉国大鳥郡火雷神社） 明治41年（1908年）に同区上之の陶荒田神社に合祀、後に再建               |
| 表 話 編 歴 |                    |                            |          |        |            | |

### 堺市東区
堺市東区にある神社
| 神社名           | 所在地               | 主な祭神                         | 神社系列   | 神社庁 | 公式サイト | 備考                                                                           |
| 萩原神社         | 日置荘原寺町（位置） | 菅原道真 天穂日命                | 天満宮     |        | 萩原神社   | 村社 ·                                                                         |
| 出雲大社大阪分祠 | 日置荘西町（位置）   | 大國主命 火之迦具土神 武甕槌大神 | 出雲大社教 |        |            | ウィキメディア・コモンズには、 出雲大社大阪分祠 に関連するカテゴリがあります。 |
| 表 話 編 歴      |                      |                                  |            |        |            |                                                                                |

### 堺市西区
堺市西区にある神社
| 神社名         | 所在地               | 主な祭神                     | 神社系列   | 神社庁 | 公式サイト | 備考 |
| 大鳥大社       | 鳳北町（位置）       | 日本武尊 大鳥連祖神          | 鷲神社     |        |            | 和泉国一宮 · 官幣大社 · 大鳥五社 · 別表神社 · 式内社（名神大社、和泉国大鳥郡大鳥神社） · だんじり祭で宮入りが行われる ·                                                                                  |
| 石津太神社     | 浜寺石津町中（位置） | 蛭子命 八重事代主命 天穂日命 | えびす神社 |        |            | 村社 · 式内社（和泉国大鳥郡石津太社神社） · 北本殿、南本殿、拝殿、一の鳥居、二の鳥居は市指定有形文化財 ·                                                                                                 |
| 日部神社       | 草部（位置）         | 神武天皇 彦坐命 道臣命       |            |        |            | 村社 式内社（和泉国大鳥郡日部神社） 本殿、石燈籠は国の重要文化財 神門は市指定有形文化財 |
| 踞尾八幡神社   | 津久野町（位置）     | 誉田別命                     | 八幡宮     |        |            | 村社 · クスノキは市指定保存樹 · だんじり祭で宮入りが行われる · |
| 大鳥北浜神社   | 浜寺元町（位置）     | 吉備穴戸武媛命               | 鷲神社     |        |            | 大鳥五社 大鳥大社の境外摂社 式内社（和泉国大鳥郡大鳥神社（鍬靫）） 明治6年（1973年）に社名を大鳥鍬靱神社から大鳥北浜神社に変更                                                                           |
| 大鳥美波比神社 | 鳳北町               | 天照大神 菅原道真            | 鷲神社     |        |            | 大鳥五社 大鳥大社の境内摂社 式内社（和泉国大鳥郡大鳥美波比神社、和泉国大鳥郡押別神社） 明治6年（1873年）に大鳥大社の境内社となり、同42年（1909年）に押別神社を合祀 大鳥居王子（九十九王子の8番目）を合祀 |
| 表 話 編 歴    |                      |                              |            |        |            | |

### 堺市南区
堺市南区にある神社
| 神社名         | 所在地           | 主な祭神                       | 神社系列 | 神社庁 | 公式サイト     | 備考 |
| 桜井神社       | 片蔵（位置）     | 誉田別命 足仲彦命 息長帯比売命 | 八幡宮   |        |                | 府社 · 式内社（和泉国大鳥郡桜井神社） · 拝殿は国宝 · 上神谷のこおどりは国の選択無形民俗文化財、府指定無形民俗文化財 · 木造神像、石造灯籠は府指定有形文化財 · 明治43年（1910年）に山井神社、国神社を合祀 · |
| 多治速比売神社 | 宮山台（位置）   | 多治速比売命                   |          |        | 多治速比売神社 | 郷社 · 式内社（和泉国大鳥郡多治速比売神社） · 本殿は国の重要文化財 · だんじり祭りで宮入りが行われる · 明治41年（1908年）に鴨田神社、同43年（1910年）に阪上神社を合祀 ·                                    |
| 国神社         | 鉢ヶ峯寺（位置） | 天照大神                       |          |        |                | 村社 式内社（和泉国大鳥郡国神社） 上神谷のこおどりは国の選択無形民俗文化財、府指定無形民俗文化財 |
| 美多彌神社     | 鴨谷台（位置）   | 天児屋根命 須佐之男命          | 祇園神社 |        | 美多彌神社     | 村社 · 式内社（和泉国大鳥郡美多彌神社） · シリブカガシ社叢は府指定天然記念物 · |
| 鴨田神社       | 宮山台           | 加茂別雷神                     | 加茂神社 |        |                | 多治速比売神社の境内社 式内社（和泉国大鳥郡鴨神社） 明治41年（1908年）に多治速比売神社に合祀され境内社となる                                                                                              |
| 国神社         | 片蔵             | 天照皇大神                     |          |        |                | 桜井神社の境内社 式内社（和泉国大鳥郡国神社） 明治43年（1910年）に桜井神社に合祀され境内社となる |
| 阪上神社       | 宮山台           | 阿智使主                       |          |        |                | 多治速比売神社の境内社 式内社（和泉国大鳥郡坂上神社） 明治43年（1910年）に多治速比売神社に合祀され境内社となる                                                                                            |
| 山井神社       | 片蔵             | 美豆波乃女神                   |          |        |                | 桜井神社の境内社 式内社（和泉国大鳥郡山井神社） 明治43年（1910年）に桜井神社に合祀され境内社となる |
| 表 話 編 歴    |                  |                                |          |        |                | |

### 堺市北区
堺市北区にある神社
| 神社名                  | 所在地                          | 主な祭神                                     | 神社系列 | 神社庁 | 公式サイト   | 備考 |
| 百舌鳥八幡宮            | 百舌鳥赤畑町（位置）            | 応神天皇 神功皇后 仲哀天皇 住吉大神 春日大神 | 八幡宮   |        | 百舌鳥八幡宮 | 府社 · クスノキは府指定天然記念物 ·                                                                                     |
| 金岡神社 金岡神社御旅所 | 金岡町（位置） 長曽根町（位置） | 住吉大神 素盞嗚命 大山咋命 巨勢金岡          | 住吉神社 |        |              | 郷社 · 式内社（摂津国住吉郡須牟地曾禰神社） · クスノキは市指定保存樹 · 明治41年（1908年）に同区蔵前町の勝手明神を合祀 · |
| 華表神社                | 宮本町（位置）                  | 誉田別命 素盞嗚命 宇賀之御魂命               |          |        |              | 村社 |
| 浅香山稲荷神社          | 東浅香山町（位置）              | 宇迦之御魂大神                               | 稲荷神社 |        |              | ウィキメディア・コモンズには、 浅香山稲荷神社 に関連するカテゴリがあります。                                            |
| 須牟地曽根神社          | 蔵前町（位置）                  | 須牟地曽根命                                 |          |        |              | 式内社（摂津国住吉郡須牟地曾禰神社） 明治41年（1908年）に同区金岡町の金岡神社に合祀、後に再建                           |
| 表 話 編 歴             |                                 |                                              |          |        |              | |

### 堺市美原区
堺市美原区にある神社
| 神社名      | 所在地         | 主な祭神            | 神社系列 | 神社庁 | 公式サイト | 備考                                                                                         |
| 菅生神社    | 菅生（位置）   | 菅原道真 天児屋根命 | 天満宮   |        |            | 郷社 · 式内社（河内国丹比郡菅生神社） · 本殿は市指定有形文化財 ·                             |
| 丹比神社    | 多治井（位置） | 火明命 瑞歯別命     |          |        |            | 村社 式内社（河内国丹比郡丹比神社、河内国丹比郡櫟本神社） 明治40年（1907年）に櫟本神社を合祀 |
| 廣國神社    | 大保（位置）   | 廣國押武金日命      |          |        | 廣國神社   |                                                                                              |
| 表 話 編 歴 |                |                     |          |        |            |                                                                                              |

## 岸和田市
岸和田市にある神社
| 神社名       | 所在地           | 主な祭神                                 | 神社系列                 | 神社庁 | 公式サイト   | 備考 |
| 岸城神社     | 岸城町（位置）   | 天照皇大神 素盞嗚尊 品陀別命             | 神明神社 祇園神社 八幡宮 |        | 岸城神社     | 郷社 · 刀は国の重要文化財 · だんじり祭りで宮入りが行われる · |
| 積川神社     | 積川町（位置）   | 生井神 栄井神 綱長井神 阿須波神 波比岐神 |                          |        | 積川神社     | 和泉国四宮 · 郷社 · 式内社（和泉国和泉郡積川神社） · 本殿は国の重要文化財 · 扁額、木造男女神像は府指定有形文化財 · ムクノキは市指定天然記念物 · だんじり祭りで宮入りが行われる · |
| 兵主神社     | 西之内町（位置） | 天照大神                                 |                          |        |              | 郷社 式内社（和泉国和泉郡兵主神社） 本殿は国の重要文化財 社叢は市指定天然記念物 だんじり祭りで宮入りが行われる                                                                   |
| 夜疑神社     | 中井町（位置）   | 布留多摩命                               |                          |        | 夜疑神社     | 郷社 式内社（和泉国和泉郡夜疑神社） 雨乞絵馬は市指定有形文化財 社叢は市指定天然記念物 池田王子（九十九王子の12番目）を合祀 だんじり祭りで宮入りが行われる                        |
| 矢代寸神社   | 八田町（位置）   | 武内宿禰 波多八代宿禰                    |                          |        |              | 郷社 式内社（和泉国和泉郡矢代寸神社） だんじり祭りで宮入りが行われる |
| 淡路神社     | 摩湯町（位置）   | 菅原道真                                 |                          |        |              | 村社 式内社（和泉国和泉郡淡路神社） だんじり祭りで宮入りが行われる |
| 意賀美神社   | 土生滝町（位置） | 闇淤加美神                               |                          |        |              | 村社 · 式内社（和泉国和泉郡意賀美神社） · 社叢は市指定天然記念物 · だんじり祭りで宮入りが行われる ·                                                                              |
| 岸和田天神宮 | 別所町（位置）   | 速須佐之男命 菅原道真                    | 祇園神社                 |        | 岸和田天神宮 | 村社 · だんじり祭りで宮入りが行われる · |
| 楠本神社     | 包近町（位置）   | 菅原道真 船玉大神                        | 天満宮                   |        |              | 村社 式内社（和泉国和泉郡楠本神社） だんじり祭りで宮入りが行われる |
| 菅原神社     | 稲葉町（位置）   | 菅原道真                                 | 天満宮                   |        |              | 村社 社叢は市指定天然記念物 だんじり祭りで宮入りが行われる |
| 波多神社     | 畑町（位置）     | 波多八代宿禰                             |                          |        |              | 村社 式内社（和泉国和泉郡波多神社） だんじり祭りで宮入りが行われる |
| 土生神社     | 土生町（位置）   | 菅原道真                                 | 天満宮                   |        | 土生神社     | 村社 社叢は市指定天然記念物 だんじり祭りで宮入りが行われる |
| 東葛城神社   | 河合町（位置）   | 菅原道真                                 | 天満宮                   |        |              | 村社 |
| 弥栄神社     | 八幡町（位置）   | 素戔鳴尊                                 | 祇園神社                 |        | 弥栄神社     | 村社 だんじり祭りで宮入りが行われる |
| 山直神社     | 内畑町（位置）   | 天照皇大神 天穂日命 速須佐之男命         |                          |        |              | 村社 式内社（和泉国和泉郡山直神社） 本殿は府指定有形文化財 社叢は市指定天然記念物 だんじり祭りで宮入りが行われる                                                                 |
| 三の丸神社   | 岸城町（位置）   |                                          |                          |        |              | 岸和田城の城中に創建、後に三の丸に移転 · |
| 八大竜王社   | 塔原町（位置）   | 葛城一言主                               |                          |        |              | ブナ林は国の天然記念物 葛城山石宝殿は市指定有形文化財 和泉葛城山の山頂に鎮座 |
| 表 話 編 歴  |                  |                                          |                          |        |              | |

## 豊中市
豊中市にある神社
| 神社名       | 所在地           | 主な祭神                                                  | 神社系列 | 神社庁 | 公式サイト   | 備考 |
| 原田神社     | 中桜塚（位置）   | 須佐之男命                                                | 祇園神社 |        |              | 府社 · 単立神社 · 本殿は国の重要文化財 · 流水文銅鐸は府指定有形文化財 · 摂社十二神社本殿、石鳥居、水田西吟撰原田神社奉納俳諧額は市指定有形文化財 · 算額は市指定有形民俗文化財 · 獅子神事祭は市指定無形民俗文化財 · |
| 上新田天神社 | 上新田（位置）   | 菅原道真                                                  | 天満宮   |        | 上新田天神社 | 村社 本殿は市指定有形文化財 とんど祭は市指定無形民俗文化財 |
| 庄内神社     | 庄内幸町（位置） | 保食神 宇迦之御魂神 応神天皇 神功皇后 稜威雄走神 素盞鳴尊 |          |        | 庄内神社     | 村社 |
| 住吉神社     | 長興寺北（位置） | 底筒男命 中筒男命 表筒男命 息長足姫命                     | 住吉神社 |        |              | 村社 単立神社 石造宝篋印塔基礎は市指定有形文化財 |
| 豊中稲荷神社 | 本町（位置）     | 宇迦御魂神 天照皇大神 月読命                              | 稲荷神社 |        | 豊中稲荷神社 | 村社 |
| 服部天神宮   | 服部元町（位置） | 少彦名命 菅原道真                                         | 天満宮   |        | 服部天神宮   | 村社 · 算額は市指定有形民俗文化財 · |
| 八坂神社     | 熊野町（位置）   | 素盞嗚尊                                                  | 祇園神社 |        |              | 村社 台額は市指定有形民俗文化財 獅子神事祭は市指定無形民俗文化財 |
| 春日神社     | 宮山町（位置）   | 天照皇大神 天児屋根命 武甕槌大神                          | 春日神社 |        | 春日神社     | 単立神社 · 木造漆箔薬師如来坐像は市指定有形文化財 · |
| 住吉神社     | 若竹町（位置）   | 底筒男神 中筒男神 表筒男神 息長帯比売神                   | 住吉神社 |        | 住吉神社     | |
| 南郷春日神社 | 浜（位置）       | 春日大神                                                  | 春日神社 |        |              | 単立神社 春日大社南郷目代今西氏屋敷は国の史跡 |
| 服部住吉神社 | 服部南町（位置） | 底筒男命 中筒男命 表筒男命 息長足姫命                     | 住吉神社 |        |              | 能舞台は国の登録有形文化財 · |
| 椋橋総社     | 庄本町（位置）   | 素盞嗚之尊 神功皇后                                       |          |        |              | |
| 表 話 編 歴  |                  |                                                           |          |        |              | |

## 池田市
池田市にある神社
| 神社名         | 所在地             | 主な祭神                              | 神社系列 | 神社庁 | 公式サイト     | 備考 |
| 伊居太神社     | 綾羽（位置）       | 穴織大神 応神天皇 仁徳天皇            |          |        |                | 郷社 単立神社 式内社（摂津国河辺郡伊居太神社） 元禄十年摂州豊島郡池田村絵図は市指定有形文化財                                                      |
| 亀之森住吉神社 | 住吉（位置）       | 底筒男命 中筒男命 表筒男命 息長足姫命 | 住吉神社 |        | 亀之森住吉神社 | 村社 算額は市指定有形文化財 |
| 五社神社       | 鉢塚（位置）       | 国常立尊 速素戔嗚尊                   |          |        |                | 村社 単立神社 十三重塔は国の重要文化財 鉢塚古墳は府指定史跡 鉢塚古墳上部所在経塚出土品は市指定有形文化財                                           |
| 畑天満宮       | 畑（位置）         | 菅原道真                              | 天満宮   |        |                | 村社 · 石造板碑、石造燈籠、算額は市指定有形文化財 ·                                                                                                |
| 細川神社       | 吉田町山林（位置） | 細川水大神 五十猛尊                   |          |        |                | 村社 単立神社 式内社（摂津国豐嶋郡細川神社） |
| 八坂神社       | 神田（位置）       | 素戔嗚尊                              | 祇園神社 |        |                | 村社 · 本殿は国の重要文化財 · 木造二十四孝透塀欄間は市指定有形文化財 · 神田祭額灯と幟の宮入りは市指定無形民俗文化財 · イスノキは市指定天然記念物 · |
| 呉服神社       | 室町（位置）       | 呉綾織大神 仁徳天皇                   |          |        |                | 板絵著色岩に波・柏に鷹・芦に鶴の図衝立は市指定有形文化財 ·                                                                                         |
| 表 話 編 歴    |                    |                                       |          |        |                | |

## 吹田市
吹田市にある神社
| 神社名                  | 所在地                          | 主な祭神                        | 神社系列 | 神社庁 | 公式サイト   | 備考 |
| 伊射奈岐神社            | 山田東（位置）                  | 伊射奈美命                      |          |        | 伊射奈岐神社 | 郷社 · 式内社（摂津国島下郡伊射奈岐神社） · 本殿は府指定有形文化財 · 社号標石は市指定有形文化財 ·                                                                                |
| 垂水神社                | 垂水町（位置）                  | 豊城入彦命                      |          |        | 垂水神社     | 郷社 単立神社 式内社（名神大社、摂津国豐嶋郡垂水神社） |
| 伊射奈岐神社            | 佐井寺（位置）                  | 伊射奈岐大神                    |          |        |              | 村社 · 式内社（摂津国島下郡伊射奈岐神社） · 社号標石は市指定有形文化財 · |
| 泉殿宮                  | 西の庄町（位置）                | 建速須佐之男大神 宇迦之御魂大神 | 祇園神社 |        | 泉殿宮       | 村社 · |
| 片山神社                | 出口町（位置）                  | 素盞烏尊                        | 祇園神社 |        | 片山神社     | 村社 |
| 吉志部神社              | 岸部北（位置）                  | 天照大神 豊受大神               |          |        | 吉志部神社   | 村社 · 単立神社 · 本殿は国の重要文化財に指定されていたが、平成20年（2008年）に火災により全焼したため指定を解除された · 吉志部瓦窯跡は国の史跡 · どんじ祭は市指定無形民俗文化財 · |
| 素盞嗚尊神社            | 江坂町（位置）                  | 素盞嗚尊                        | 祇園神社 |        | 素盞嗚尊神社 | 村社 · 本殿は市指定有形文化財 · |
| 高浜神社 高浜神社御旅所 | 高浜町（位置） 南高浜町（位置） | 素盞嗚大神 春日大神 住吉大神    | 祇園神社 |        | 高浜神社     | 村社 単立神社 |
| 稲荷神社                | 豊津町（位置）                  | 保食神 天照大神 豊受大神        | 稲荷神社 |        |              | 本殿は市指定有形文化財 |
| 表 話 編 歴             |                                 |                                 |          |        |              | |

## 泉大津市
泉大津市にある神社
| 神社名      | 所在地         | 主な祭神                                              | 神社系列 | 神社庁 | 公式サイト | 備考 |
| 泉穴師神社  | 豊中町（位置） | 天忍穂耳尊 栲幡千千姫命                               |          |        | 泉穴師神社 | 和泉国二宮 府社 式内社（和泉国和泉郡泉穴師神社） 本殿、摂社住吉神社本殿、摂社春日神社本殿、木造天忍穂耳命坐像、木造栲幡千々姫命坐像、木造男神坐像、木造女神坐像は国の重要文化財 木造男女神像群、太鼓は府指定有形文化財 拝殿は市指定有形文化財 クスノキ大木群は市指定天然記念物 だんじり祭りで宮入りが行われる |
| 大津神社    | 若宮町（位置） | 息長帯姫命 品陀別命 素戔嗚尊 天照大神 船玉神 菅原道真 |          |        | 大津神社   | 村社 式内社（和泉国和泉郡粟神社） 摂社粟神社本殿は市指定有形文化財 板面著色将棋図絵馬は市指定有形民俗文化財 だんじり祭りで宮入りが行われる 明治41年（1908年）に粟神社を合祀 |
| 助松神社    | 助松町（位置） | 菅原道真                                              | 天満宮   |        |            | 村社 板面著色馭馬図衝立は市指定有形民俗文化財 だんじり祭りで宮入りが行われる |
| 曽禰神社    | 曽根町（位置） | 饒速日命 伊香我色雄命                                 |          |        |            | 村社 · 式内社（和泉国和泉郡曽禰神社） · だんじり祭りで宮入りが行われる · |
| 表 話 編 歴 |                |                                                       |          |        |            | |

## 高槻市
高槻市にある神社
| 神社名         | 所在地               | 主な祭神                                   | 神社系列 | 神社庁 | 公式サイト | 備考 |
| 神服神社       | 宮之川原元町（位置） | 素盞嗚命 樋速日命 麻羅宿禰                 |          |        | 神服神社   | 郷社 単立神社 式内社（摂津国島上郡神服神社）                                                                                        |
| 上宮天満宮     | 天神町（位置）       | 菅原道真 武日照命 野見宿禰                 | 天満宮   |        | 上宮天満宮 | 郷社 · 単立神社 · 石造灯籠は国の重要美術品に認定 ·                                                                                  |
| 野見神社       | 野見町（位置）       | 須佐之男命 野見宿禰                        | 祇園神社 |        | 野見神社   | 郷社 単立神社 式内社（摂津国島上郡野身神社） 境内社永井神社社殿、境内社永井神社唐門、永井神社伝来永井直清関連資料は市指定有形文化財 |
| 三島鴨神社     | 三島江（位置）       | 大山祇命 事代主命                          | 三島神社 |        | 三島鴨神社 | 郷社 · 単立神社 · 式内社（摂津国島下郡三嶋鴨神社） ·                                                                                |
| 阿久刀神社     | 清福寺町（位置）     | 表筒男神 中筒男神 底筒男神                 | 住吉神社 |        |            | 村社 単立神社 式内社（摂津国島上郡阿久刀神社）                                                                                      |
| 磐手杜神社     | 安満磐手町（位置）   | 武甕槌命 天児屋根命 斎主神 姫大神 安閑天皇 | 春日神社 |        |            | 村社 単立神社 神輿渡御神事は市指定無形民俗文化財                                                                                    |
| 樫船神社       | 田能（位置）         | 大国主命 樫船明神                          |          |        |            | 村社 |
| 春日神社       | 成合北の町（位置）   | 天児屋根命 経津主命 武甕槌命 天照大神      | 春日神社 |        |            | 村社 単立神社 大般若経600巻附応永年紀経櫃、成合春日神社伝来馬具は市指定有形文化財 雨乞い祭具一式は市指定有形民俗文化財              |
| 鴨神社         | 赤大路町（位置）     | 大山積神                                   | 三島神社 |        | 鴨神社     | 村社 単立神社 式内社（摂津国島下郡三嶋鴨神社）                                                                                      |
| 畑山神社       | 梶原（位置）         | 天児屋根命 菅原道真                        |          |        |            | 村社 単立神社 |
| 日吉神社       | 古曽部町（位置）     | 大山咋命                                   | 日吉神社 |        | 日吉神社   | 村社 単立神社 |
| 三輪神社       | 富田町（位置）       | 大己貴命 味耜高彦根命 田心姫命             | 三輪神社 |        |            | 村社 · 単立神社 · 社殿、絵馬所、末社春日社は市指定有形文化財 ·                                                                      |
| 八阪神社       | 原（位置）           | 素盞嗚尊                                   | 祇園神社 |        |            | 村社 · 単立神社 · 石槽は府指定有形文化財 · 春祭歩射神事は市指定無形民俗文化財 ·                                                     |
| 出灰素盞鳴神社 | 出灰（位置）         | 素盞嗚尊                                   | 祇園神社 |        |            | カツラは府指定天然記念物 |
| 笠森神社       | 西真上（位置）       | 宇賀御魂神                                 | 稲荷神社 |        |            | 単立神社 |
| 野身神社       | 天神町               | 野見宿禰                                   |          |        |            | 上宮天満宮の境内社 式内社（摂津国島上郡野身神社）                                                                                   |
| 表 話 編 歴    |                      |                                            |          |        |            | |

## 貝塚市
貝塚市にある神社
| 神社名      | 所在地       | 主な祭神                     | 神社系列 | 神社庁 | 公式サイト | 備考 |
| 阿理莫神社  | 久保（位置） | 饒速日命 阿理莫公            |          |        |            | 郷社 式内社（和泉国和泉郡阿理莫神社） 明治42年（1909年）に麻生川王子（九十九王子の13番目）を合祀 だんじり祭りで宮入りが行われる                                                    |
| 感田神社    | 中（位置）   | 天照皇大神 素盞嗚尊 菅原道真 |          |        | 感田神社   | 郷社 参集殿、神楽殿、神馬舎、神門、神輿蔵、土塀、南門、末社一之社本殿、末社三之社本殿、末社四之社本殿、末社五之社本殿、齋館は国の登録有形文化財 貝塚三夜音頭は市指定無形民俗文化財 |
| 稲荷神社    | 森（位置）   | 稲倉魂命                     | 稲荷神社 |        |            | 村社 だんじり祭りで宮入りが行われる |
| 高龗神社    | 脇浜（位置） | 高龗神                       |          |        | 高龗神社   | 村社 単立神社 式内社（和泉国日根郡神前神社） だんじり祭りで宮入りが行われる 明治44年（1911年）に神前神社を事代主神社に合祀、大正元年（1912年）に事代主神社を高龗神社に合祀         |
| 西葛城神社  | 木積（位置） | 大国主命 菅原道真            |          |        | 西葛城神社 | 村社 だんじり祭りで宮入りが行われる |
| 菅原神社    | 大川（位置） | 菅原道真                     | 天満宮   |        |            | カクレミノは府指定天然記念物 |
| 南近義神社  | 王子（位置） | 弥都波能売神                 |          |        |            | 鞍持王子（九十九王子の14番目）、近木王子（九十九王子の15番目）を合祀 だんじり祭りで宮入りが行われる                                                                                |
| 表 話 編 歴 |              |                              |          |        |            | |

## 守口市
守口市にある神社
| 神社名      | 所在地             | 主な祭神                     | 神社系列        | 神社庁 | 公式サイト | 備考                                                                                 |
| 津島部神社  | 金田町（位置）     | 津島女大神 菅原道真 素盞嗚尊 | 天満宮 祇園神社 |        |            | 郷社 式内社（河内国茨田郡津島部神社） 石造狛犬は市指定有形文化財                     |
| 天乃神社    | 橋波東之町（位置） | 菅原道真 素戔嗚尊 誉田別尊   |                 |        |            | 村社                                                                                 |
| 佐太天神宮  | 佐太中町（位置）   | 菅原道真                     | 天満宮          |        |            | 村社 本殿、幣殿、拝殿、太刀は府指定有形文化財 紙本著色天神縁起絵巻は市指定有形文化財 |
| 高瀬神社    | 馬場町（位置）     | 天之御中主命                 |                 |        |            | 村社 式内社（河内国茨田郡高瀬神社）                                                  |
| 守居神社    | 土居町（位置）     | 素盞嗚尊 賀茂別雷神          |                 |        |            | 村社 刀は府指定有形文化財 瓦製狛犬は市指定有形文化財                                 |
| 表 話 編 歴 |                    |                              |                 |        |            |                                                                                      |

## 枚方市
枚方市にある神社
| 神社名      | 所在地             | 主な祭神                                                  | 神社系列 | 神社庁 | 公式サイト | 備考 |
| 片埜神社    | 牧野阪（位置）     | 建速須佐之男大神                                          | 祇園神社 |        | 片埜神社   | 河内国一宮 · 郷社 · 式内社（河内国交野郡片野神社、河内国交野郡久須須美神社） · 本殿は国の重要文化財 · 東門、南門、石造灯籠は府指定有形文化財 · 明治42年（1909年）に久須々美神社を合祀 · |
| 蹉跎神社    | 南中振（位置）     | 菅原道真                                                  | 天満宮   |        |            | 郷社 · |
| 三之宮神社  | 穂谷（位置）       | 素盞雄大神 御食津大神 大国主大神 天津神 住吉大神 仁徳天皇 |          |        |            | 郷社 湯釜は市指定有形民俗文化財 |
| 厳島神社    | 尊延寺（位置）     | 市杵嶋姫命                                                | 厳島神社 |        |            | 村社 末社春日神社本殿は国の重要文化財 |
| 意賀美神社  | 枚方上之町（位置） | 高龗神                                                    |          |        |            | 村社 式内社（河内国茨田郡意賀美神社） 算額は市指定有形民俗文化財 |
| 春日神社    | 春日元町（位置）   | 天児屋根命 武甕槌命 経津主命 比売大神                     | 春日神社 |        |            | 村社 |
| 春日神社    | 津田元町（位置）   | 天児屋根命 武甕槌命 経津主命 比売大神                     | 春日神社 |        |            | 村社 本殿、末社若宮八幡宮本殿は市指定有形文化財 |
| 春日神社    | 茄子作（位置）     | 天児屋根命 武甕槌命 経津主命 比売大神                     | 春日神社 |        |            | 村社 |
| 交野天神社  | 楠葉丘（位置）     | 光仁天皇 天児屋根命 菅原道真                              | 天満宮   |        |            | 村社 本殿、末社八幡神社本殿は国の重要文化財 継体天皇樟葉宮跡伝承地は府指定史跡 末社貴船神社本殿は市指定有形文化財                                                                       |
| 百済王神社  | 中宮西之町（位置） | 百済王 須佐之男命                                         |          |        |            | 村社 隣接する百済寺跡は国の特別史跡 |
| 御殿山神社  | 渚本町（位置）     | 応神天皇                                                  | 八幡宮   |        |            | 村社 遷宮絵馬は市指定有形民俗文化財 |
| 二ノ宮神社  | 船橋本町（位置）   | 建速須佐之男命 稲田姫命 大己貴命                          | 祇園神社 |        |            | 村社 |
| 村野神社    | 村野本町（位置）   | 素盞鳴命                                                  | 祇園神社 |        |            | 村社 |
| 山田神社    | 田口（位置）       | 菅原道真                                                  | 天満宮   |        |            | 村社 田口山弥生時代遺跡は府指定史跡 |
| 山田神社    | 山之上（位置）     | 素盞嗚尊 稲田姫命                                         |          |        | 山田神社   | 村社 |
| 表 話 編 歴 |                    |                                                           |          |        |            | |

## 茨木市
茨木市にある神社
| 神社名                  | 所在地                    | 主な祭神                                                          | 神社系列          | 神社庁 | 公式サイト         | 備考 |
| 溝咋神社                | 五十鈴町（位置）          | 五十鈴姫命 櫛媛命 三島溝咋耳命 天日方奇日命 速素盞命尊 天児屋根命 | 祇園神社          |        | 溝咋神社           | 府社 · 単立神社 · 式内社（摂津国島下郡溝咋神社） · 紙本墨書後西天皇宸翰御懐紙は国の重要美術品に認定 ·                                                        |
| 阿為神社 阿為神社御旅所 | 安威（位置） 耳原（位置） | 天児屋根命 応神天皇 宇賀御魂神 菅原道真                           |                   |        |                    | 郷社 · 単立神社 · 式内社（摂津国島下郡阿為神社、摂津国島下郡幣久良神社） · 銅製二神二獣華文鏡は国の重要美術品に認定 · 明治41年（1908年）に幣久良神社を合祀 · |
| 井於神社                | 蔵垣内（位置）            | 建速素盞嗚命 天児屋根命 菅原道真                                  |                   |        | 井於神社           | 郷社 · 式内社（摂津国島下郡井於神社） · |
| 茨木神社                | 元町（位置）              | 建速素盞鳴尊                                                      | 祇園神社          |        | 茨木神社           | 郷社 · 式内社（摂津国島下郡天石門別神社） · 元和8年（1622年）に天石門別神社を合祀 ·                                                                          |
| 新屋坐天照御魂神社      | 西福井（位置）            | 天照皇御魂大神 天照国照天彦火明大神                               |                   |        | 新屋坐天照御魂神社 | 郷社 · 単立神社 · 式内社（名神大社、摂津国島下郡新屋坐天照御魂神社） ·                                                                                       |
| 太田神社                | 太田（位置）              | 素盞嗚尊 天照皇大神 豊受皇大神                                    | 神明神社          |        |                    | 村社 · 式内社（摂津国島下郡太田神社） · |
| 春日神社                | 清水（位置）              | 天児屋根命 武甕槌命 経津主命 比売大神                             | 春日神社          |        |                    | 村社 式内社（摂津国島下郡須久久神社） |
| 郡神社                  | 郡（位置）                | 天児屋根命 素盞鳴命                                               | 春日神社 祇園神社 |        |                    | 村社 |
| 佐奈部神社              | 稲葉町（位置）            | 春日大神 応神天皇                                                 |                   |        |                    | 村社 |
| 佐和良義神社            | 美沢町（位置）            | 加具土神                                                          |                   |        |                    | 村社 · 式内社（摂津国島下郡佐和良義神社） · |
| 須賀神社                | 鮎川（位置）              | 須佐之男命                                                        | 祇園神社          |        |                    | 村社 クスノキは府指定天然記念物 |
| 須久久神社              | 宿久庄（位置）            | 速素盞嗚命 稲田姫命                                               |                   |        |                    | 村社 · 式内社（摂津国島下郡須久久神社） · |
| 新屋坐天照御魂神社      | 宿久庄（位置）            | 天照皇大神 天照国照彦火明大神 天津彦瓊々杵大神                    |                   |        |                    | 村社 · 式内社（名神大社、摂津国島下郡新屋坐天照御魂神社） ·                                                                                                  |
| 新屋坐天照御魂神社      | 西河原（位置）            | 天照国照彦火明命                                                  |                   |        |                    | 村社 · 式内社（名神大社、摂津国島下郡新屋坐天照御魂神社） · 寛文9年（1669年）に同市三島丘から現在地に移転、同社跡地に境内社磯良神社が独立 ·                  |
| 倍賀春日神社            | 春日（位置）              | 天児屋根命                                                        | 春日神社          |        |                    | 村社 · 石燈籠は国の重要文化財 · |
| 牟禮神社                | 中村町（位置）            | 建速素盞嗚尊                                                      | 祇園神社          |        |                    | 村社 · 式内社（摂津国島下郡牟禮神社） · |
| 磯良神社                | 三島丘（位置）            | 磯良大神                                                          |                   |        |                    | かつては新屋坐天照御魂神社の境内社であったが、寛文19年（1669年）に新屋坐天照御魂神社が同市西河原に移転、跡地に磯良神社が独立 ·                               |
| 大岩八幡神社            | 大岩（位置）              | 応神天皇                                                          | 八幡宮            |        |                    | 五輪塔は市指定有形文化財 |
| 女九神社                | 東太田（位置）            | 継体天皇妃9柱                                                     |                   |        |                    | |
| 表 話 編 歴             |                           |                                                                   |                   |        |                    | |

## 八尾市
八尾市にある神社
| 神社名           | 所在地             | 主な祭神                                    | 神社系列        | 神社庁 | 公式サイト | 備考 |
| 恩智神社         | 恩智中町（位置）   | 大御食津彦命 大御食津姫命                   |                 |        | 恩智神社   | 河内国二宮 · 府社 · 式内社（名神大社、河内国高安郡恩智神社） · 恩智遺跡は府指定史跡 · 卯辰祭供饌行事は市指定無形民俗文化財 · |
| 許麻神社         | 久宝寺（位置）     | 素盞嗚命                                    | 祇園神社        |        |            | 郷社 式内社（河内国渋川郡許麻神社） |
| 渋川神社         | 植松町（位置）     | 天忍穗耳尊 饒速日尊                         |                 |        |            | 郷社 式内社（河内国若江郡渋川神社） クスノキは府指定天然記念物 |
| 玉祖神社         | 神立（位置）       | 櫛明玉命                                    | 玉祖神社        |        |            | 郷社 · 式内社（河内国高安郡玉祖神社、河内国高安郡御祖神社、河内国高安郡鴨神社） · 木造制札は国の重要文化財 · 木造男女神像は府指定有形文化財 · クスノキは府指定天然記念物 · 明治40年（1907年）に同市水越の都夫久美神社、同市西高安町の鴨神社、同41年（1908年）に同市窪の御祖神社を合祀 · |
| 矢作神社         | 南本町（位置）     | 経津主神 住吉三神 品陀和気命                | 住吉神社 八幡宮 |        |            | 郷社 · 式内社（河内国若江郡矢作神社、河内国若江郡長柄神社） · 明治40年（1907年）に同市小阪合町の阪合神社、同市南本町の長柄神社を合祀 · |
| 跡部神社         | 亀井町（位置）     | 饒速日命                                    |                 |        |            | 村社 単立神社 式内社（河内国渋川郡路部神社） |
| 天照大神高座神社 | 教興寺（位置）     | 天照大神                                    | 神明神社        |        |            | 村社 式内社（河内国高安郡天照大神高座神社） |
| 加津良神社       | 萱振町（位置）     | 素盞鳴尊                                    | 祇園神社        |        |            | 村社 単立神社 式内社（河内国若江郡加津良神社） 明治41年（1908年）に同市本町の八尾神社に合祀、後に再建 |
| 阪合神社         | 小阪合町（位置）   | 瓊瓊杵尊 彦火火出見尊 鵜草葺不合尊 素盞嗚命 |                 |        |            | 村社 式内社（河内国若江郡坂合神社） 明治40年（1907年）に同市南本町の矢作神社に合祀、昭和32年（1957年）に再建 |
| 佐麻多度神社     | 山畑（位置）       | 佐麻多度大神                                |                 |        |            | 村社 · 式内社（河内国高安郡佐麻多度神社） · 明治5年（1872年）に山畑神社を合祀 · |
| 都夫久美神社     | 水越（位置）       | 宇摩志摩治                                  |                 |        |            | 村社 式内社（河内国高安郡都夫久美神社） 明治40年（1907年）に同市神立の玉祖神社に合祀、昭和49年（1974年）に再建 |
| 都留美島神社     | 都塚（位置）       | 闇御津羽大神                                |                 |        |            | 村社 · 式内社（河内国若江郡都留美島神社） · |
| 常世岐姫神社     | 神宮寺（位置）     | 常世岐姫命                                  |                 |        |            | 村社 · 式内社（河内国大県郡常世岐姫神社） · |
| 西郡天神社       | 泉町（位置）       | 素盞鳴命 天穂日命 菅原道真                  | 天満宮          |        |            | 村社 西郡廃寺塔刹柱礎石は府指定有形文化財 |
| 神劔神社         | 田井中（位置）     | 素盞鳴尊 保食神                             |                 |        |            | 村社 |
| 御野縣主神社     | 上之島町南（位置） | 角凝魂命 天湯川田奈命                       |                 |        |            | 村社 単立神社 式内社（河内国若江郡御野縣主神社） |
| 八尾神社         | 本町（位置）       | 可美麻治命 品陀和気命                       |                 |        |            | 村社 · 式内社（河内国若江郡栗栖神社） · 明治41年（1908年）に同市萱振町の加津良神社を合祀、社名を栗栖神社から八尾神社に変更 · |
| 八尾天満宮       | 本町（位置）       | 天穂日命 菅原道真                           | 天満宮          |        |            | 村社 |
| 弓削神社         | 東弓削（位置）     | 饒速日命 宇麻志麻治命                       |                 |        |            | 村社 式内社（河内国若江郡弓削神社） 弓削氏の氏神 |
| 弓削神社         | 弓削町（位置）     | 饒速日命 宇麻志麻治命                       |                 |        |            | 村社 · 式内社（河内国若江郡弓削神社） · 弓削氏の氏神 · |
| 樟本神社         | 北木の本（位置）   | 布都大神                                    |                 |        |            | 単立神社 式内社（河内国志紀郡樟本神社） |
| 樟本神社         | 木の本（位置）     | 布都大神                                    |                 |        |            | 単立神社 式内社（河内国志紀郡樟本神社） |
| 樟本神社         | 南木の本（位置）   | 布都大神                                    |                 |        |            | 単立神社 式内社（河内国志紀郡樟本神社） |
| 住吉神社         | 東山本町（位置）   | 住吉神                                      | 住吉神社        |        |            | ウィキメディア・コモンズには、 住吉神社 に関連するカテゴリがあります。 |
| 寶殿神社         | 沼（位置）         | 天照大神 住吉四神 春日四神 八幡大神         |                 |        |            | 本殿、木造狛犬、陶製狛犬は市指定有形文化財 |
| 山本八幡宮       | 山本町（位置）     | 誉田別尊                                    | 八幡宮          |        |            | ウィキメディア・コモンズには、 山本八幡宮 に関連するカテゴリがあります。 |
| 岩戸神社         | 教興寺             | 市杵島姫命                                  |                 |        |            | 天照大神高座神社の境内末社 |
| 山畑神社         | 山畑               | 高坐御子神                                  |                 |        |            | 佐麻多度神社の境内社 式内社（河内国高安郡春日戸社坐御子神社） 明治5年（1872年）に佐麻多度神社に合祀され境内社となる |
| 表 話 編 歴      |                    |                                             |                 |        |            | |

## 泉佐野市
泉佐野市にある神社
| 神社名                  | 所在地                      | 主な祭神                                       | 神社系列        | 神社庁 | 公式サイト   | 備考 |
| 日根神社 日根神社御旅所 | 日根野（位置） 長滝（位置） | 鵜葺草葺不合尊 玉依比売命                      |                 |        | 日根神社     | 和泉国五宮 · 府社 · 式内社（和泉国日根郡日根神社） · 本殿、末社比売神社本殿は府指定有形文化財 · 明治41年（1908年）に比賣神社を合祀 · |
| 意賀美神社              | 上之郷（位置）              | 高龗神                                         |                 |        |              | 郷社 式内社（和泉国日根郡意賀美神社） 本殿は国の重要文化財                                                                           |
| 火走神社                | 大木（位置）                | 軻遇突智神                                     |                 |        |              | 郷社 · 式内社（和泉国日根郡火走神社） · 摂社幸神社本殿は国の重要文化財 ·                                                             |
| 蟻通神社                | 長滝（位置）                | 大国主命                                       |                 |        |              | 村社 板地著色神馬図絵馬、板地著色三十六歌仙図絵馬、蟻通奉納百首和歌は市指定有形文化財                                                |
| 加支多神社              | 鶴原（位置）                | 誉田別命 市杵島姫命 天児屋根命                 | 八幡宮 厳島神社 |        |              | 村社 式内社（和泉国日根郡加支多神社） 鶴原王子（九十九王子の16番目）を当社に比定する説がある                                         |
| 春日神社                | 春日町（位置）              | 武甕槌神 斎主命 天児屋根命 天押雲根命 姫大御神 | 春日神社        |        |              | 村社 明治41年（1908年）に佐野王子（九十九王子の17番目）を合祀、佐野王子の比定地に建てられた顕彰碑は府指定史跡                        |
| 日枝神社                | 南中樫井（位置）            | 猿田彦命                                       | 日吉神社        |        |              | 村社 大正4年（1915年）に籾井王子（九十九王子の18番目）を合祀                                                                         |
| 泉州航空神社            | 上瓦屋（位置）              | 饒速日命                                       |                 |        | 泉州航空神社 | 単立神社 磐船神社からの勧請 |
| 奈加美神社              | 中庄（位置）                | 誉田別命 息長帯姫命 比売命                     |                 |        | 奈加美神社   | 本殿は府指定有形文化財 |
| 比賣神社                | 日根野                      | 大日霊貴尊 素盞嗚命                            |                 |        |              | 日根神社の境内社 式内社（和泉国日根郡比賣神社） 明治41年（1908年）に日根神社に合祀され境内社となる                                   |
| 表 話 編 歴             |                             |                                                |                 |        |              | |

## 富田林市
富田林市にある神社
| 神社名           | 所在地           | 主な祭神                            | 神社系列 | 神社庁 | 公式サイト | 備考 |
| 美具久留御魂神社 | 宮町（位置）     | 美具久留御魂大神                    |          |        |            | 府社 · 式内社（河内国石川郡美具久留御玉神社） · だんじり祭りで宮入りが行われる · 明治40年（1907年）に羽曳野市尺度の利雁神社を合祀 ·        |
| 錦織神社         | 宮甲田町（位置） | 建速素戔嗚命 品陀別命 菅原道真      |          |        |            | 郷社 · 本殿、摂社春日社本殿、摂社天神社本殿は国の重要文化財 · だんじり祭りで宮入りが行われる ·                                             |
| 板茂神社         | 西板持町（位置） | 素盞鳴命 大己貴命 応神天皇 安閑天皇 |          |        |            | 村社 だんじり祭りで宮入りが行われる 明治40年（1907年）に千早赤阪村水分の建水分神社に合祀、昭和25年（1950年）に再建                         |
| 咸古神社         | 龍泉（位置）     | 神八井耳尊                          |          |        |            | 村社 · 式内社（河内国石川郡咸古神社、河内国石川郡威古佐備神社） · 明治42年（1909年）に威古佐備神社を合祀 ·                                 |
| 春日神社         | 彼方（位置）     | 天児屋根命                          | 春日神社 |        |            | 村社 · だんじり祭りで宮入りが行われる · |
| 佐備神社         | 佐備（位置）     | 天太玉命                            |          |        |            | 村社 · 式内社（河内国石川郡佐備神社） · だんじり祭りで宮入りが行われる ·                                                                   |
| 利雁神社         | 宮町             | 保食神 品陀別命 天児屋根命          |          |        |            | 美具久留御魂神社の境内社 式内社（河内国古市郡利雁神社） 明治40年（1907年）に羽曳野市尺度の利雁神社が美具久留御魂神社に合祀され境内社となる |
| 表 話 編 歴      |                  |                                     |          |        |            | |

## 寝屋川市
寝屋川市にある神社
| 神社名       | 所在地             | 主な祭神                                                | 神社系列 | 神社庁 | 公式サイト | 備考                                                                                     |
| 高宮神社     | 高宮（位置）       | 天剛風命                                                |          |        |            | 郷社 式内社（河内国讃良郡高宮神社）                                                      |
| 打上神社     | 打上元町（位置）   | 武内宿禰                                                |          |        |            | 村社 石宝殿古墳は国の史跡                                                                |
| 大杜御祖神社 | 高宮（位置）       | 天万魂命                                                |          |        |            | 村社 式内社（河内国讃良郡高宮大杜祖神社） 高宮廃寺跡は国の史跡                           |
| 春日神社     | 国松町（位置）     | 武甕槌命 経津主命                                       | 春日神社 |        |            | 村社 シイの社叢は府指定天然記念物                                                        |
| 萱島神社     | 萱島本町（位置）   | 菅原道真 豊受大神                                       |          |        |            | 村社 · クスノキは市指定保存樹 ·                                                          |
| 神田天満宮   | 上神田（位置）     | 菅原道真                                                | 天満宮   |        |            | 村社 クスノキは府指定天然記念物                                                          |
| 菅原神社     | 池田中町（位置）   | 菅原道真                                                | 天満宮   |        |            | 村社 本殿は市指定有形文化財                                                              |
| 住吉神社     | 木田町（位置）     | 住吉大神 春日大神 表筒男命 戎大神                       | 住吉神社 |        | 住吉神社   | 村社                                                                                     |
| 友呂岐神社   | 香里本通町（位置） | 応神天皇 菅原道真                                       | 八幡宮   |        |            | 村社 お弓式は市指定無形民俗文化財 明治43年（1910年）に社名を八幡神社から友呂岐神社に変更 |
| 鞆呂岐神社   | 木屋町（位置）     | 天照大神 豊受大神 春日大神 住吉大神 恵比須大神 神功皇后 |          |        |            | 村社 クスノキは市指定保存樹 奥宮の鳥居は赤穂浪士の村松秀直の子孫による寄進と伝えられる   |
| 細屋神社     | 秦（位置）         | 星辰                                                    |          |        |            | 村社 式内社（河内国茨田郡細屋神社）                                                      |
| 八坂神社     | 八坂町（位置）     | 素盞鳴尊 住吉大神                                       | 祇園神社 |        | 八坂神社   | 村社 クスノキは市指定保存樹                                                              |
| 表 話 編 歴  |                    |                                                         |          |        |            |                                                                                          |

## 河内長野市
河内長野市にある神社
| 神社名           | 所在地           | 主な祭神                                            | 神社系列 | 神社庁 | 公式サイト | 備考 |
| 赤坂上之山神社   | 美加の台（位置） | 応神天皇 神功皇后 仲哀天皇                          |          |        |            | 村社 · |
| 烏帽子形八幡神社 | 喜多町（位置）   | 応神天皇 神功皇后 仲哀天皇 素盞鳴命                 | 八幡宮   |        |            | 村社 · 本殿は国の重要文化財 · 烏帽子形城跡は国の史跡 · 木製三日市宿高札は市指定有形文化財 ·                              |
| 蟹井神社         | 天見（位置）     | 神倭磐余彦命                                        |          |        |            | 村社 · |
| 川上神社         | 鳩原（位置）     | 素盞嗚尊                                            |          |        |            | 村社 · |
| 住吉神社         | 小山田町（位置） | 住吉大神 息長足姫命 武内宿禰                        | 住吉神社 |        |            | 村社 · |
| 天神社           | 滝畑（位置）     | 天照皇大神 伊弉諾命 伊弉冉命                        |          |        |            | 村社 · 本殿、木製灯籠、鉄製湯釜は市指定有形文化財 ·                                                                      |
| 長野神社         | 長野町（位置）   | 素盞嗚大神                                          | 祇園神社 |        |            | 村社 · 本殿は国の重要文化財 · 長刀は府指定有形文化財 · カヤノキは府指定天然記念物 · タイマツタテは市指定無形民俗文化財 · |
| 西代神社         | 西代町（位置）   | 国常立尊                                            |          |        |            | 村社 · 西代神楽は市指定無形民俗文化財 ·                                                                                  |
| 八幡神社         | 天見（位置）     | 応神天皇 神功皇后 比売大神                          | 八幡宮   |        |            | 村社 · 鉄製湯釜は府指定有形文化財 · イチョウは府指定天然記念物 · 勧請縄かけは市指定無形民俗文化財 ·                      |
| 青賀原神社       | 下里町（位置）   | 丹生大明神 高野大明神 久爾津神 稲荷大明神           |          |        |            | 単立神社 |
| 加賀田神社       | 加賀田（位置）   | 誉田別命 息長足姫命 足仲彦命 素盞嗚命 高龗神        | 八幡宮   |        | 加賀田神社 | 本殿は市指定有形文化財 · オコナイは市指定無形民俗文化財 ·                                                                |
| 高向神社         | 高向（位置）     | 素盞嗚尊 蛭子神 天児屋根命 保食神 白山姫尊 菅原道真 |          |        |            | 本殿、木造神像は市指定有形文化財 祭礼図絵馬は市指定有形民俗文化財 日野地区獅子舞は市指定無形民俗文化財                   |
| 千代田神社       | 市町（位置）     | 菅原道真                                            | 天満宮   |        |            | 木造神像は市指定有形文化財 ·                                                                                             |
| 表 話 編 歴      |                  |                                                     |          |        |            | |

## 松原市
松原市にある神社
| 神社名      | 所在地           | 主な祭神                                 | 神社系列 | 神社庁 | 公式サイト | 備考 |
| 我堂八幡宮  | 天美我堂（位置） | 品陀別命                                 | 八幡宮   |        |            | 村社 |
| 柴籬神社    | 上田（位置）     | 反正天皇 菅原道真 依羅宿禰               |          |        | 柴籬神社   | 村社 · 明治41年（1908年）に同市田井城の田坐神社を合祀 ·                                                    |
| 田坐神社    | 田井城（位置）   | 反正天皇                                 |          |        |            | 村社 式内社（河内国丹比郡田坐神社） 明治41年（1908年）に同市上田の柴籬神社に合祀、大正14年（1925年）に再建 |
| 布忍神社    | 北新町（位置）   | 速須佐男之尊 八重事代主之尊 建甕槌雄之尊 |          |        | 布忍神社   | 村社 本殿、布忍八景扁額は府指定有形文化財                                                                  |
| 屯倉神社    | 三宅中（位置）   | 菅原道真 須佐之男命 品陀別命             | 天満宮   |        |            | 村社 明治40年（1907年）に酒屋神社を合祀                                                                    |
| 酒屋神社    | 三宅中           | 津速魂命                                 |          |        |            | 屯倉神社の境内社 式内社（河内国丹比郡酒屋神社） 明治40年（1907年）に屯倉神社に合祀され境内社となる         |
| 田坐神社    | 上田             | 田座神                                   |          |        |            | 柴籬神社の境内社 式内社（河内国丹比郡田坐神社） 明治41年（1908年）に柴籬神社に合祀され境内社となる         |
| 表 話 編 歴 |                  |                                          |          |        |            | |

## 大東市
大東市にある神社
| 神社名       | 所在地         | 主な祭神              | 神社系列 | 神社庁 | 公式サイト | 備考                                           |
| 須波麻神社   | 中垣内（位置） | 大国主命              |          |        |            | 郷社 単立神社 式内社（河内国讃良郡須波麻神社） |
| 坐摩神社     | 平野屋（位置） | 阿須波大神 波比岐大神 | 坐摩神社 |        |            | 村社 単立神社 坐摩神社からの勧請               |
| 三箇菅原神社 | 三箇（位置）   | 菅原道真              | 天満宮   |        |            | 村社 短刀は府指定有形文化財                    |
| 諸福天満宮   | 諸福（位置）   | 菅原道真              | 天満宮   |        |            | 村社 本殿は市指定有形文化財                    |
| 表 話 編 歴  |                |                       |          |        |            |                                                |

## 和泉市
和泉市にある神社
| 神社名             | 所在地           | 主な祭神                                                    | 神社系列    | 神社庁 | 公式サイト         | 備考 |
| 泉井上神社         | 府中町（位置）   | 神功皇后 応神天皇 仲哀天皇                                  | 総社 八幡宮 |        | 泉井上神社         | 府社 式内社（和泉国和泉郡泉井上神社） 境内社和泉五社総社本殿は国の重要文化財 石造板状塔婆は府指定有形文化財 和泉清水は府指定史跡 井ノ口王子（九十九王子の11番目）を合祀 だんじり祭りで宮入りが行われる 明治41年（1908年）に和泉神社を合祀 |
| 聖神社             | 王子町（位置）   | 聖大神                                                      |             |        |                    | 和泉国三宮 · 府社 · 式内社（和泉国和泉郡聖神社） · 本殿、末社三神社本殿、末社滝神社本殿は国の重要文化財 · 末社平岡神社本殿は府指定有形文化財 · だんじり祭りで宮入りが行われる ·                                                           |
| 男乃宇刀神社       | 仏並町（位置）   | 彦五瀬命 神日本磐余彦尊                                     |             |        |                    | 郷社 · 式内社（和泉国和泉郡男乃宇刀神社） · |
| 春日神社           | 三林町（位置）   | 武甕槌命 経津主命 天児屋根命 比売大神                       | 春日神社    |        | 春日神社           | 郷社 大正4年（1915年）に穂椋神社を合祀 |
| 春日神社           | 春木町（位置）   | 武甕槌命 経津主命 天児屋根命 比売大神                       | 春日神社    |        | 春日神社           | 村社 イヌマキ、ツバキは府指定天然記念物 だんじり祭りで宮入りが行われる |
| 郷荘神社           | 阪本町（位置）   | 素盞男命 奇稲田姫命 大年神                                  | 祇園神社    |        |                    | 村社 本殿は市指定有形文化財 だんじり祭りで宮入りが行われる |
| 信太森葛葉稲荷神社 | 葛の葉町（位置） | 宇迦御魂神 大己貴命 大宮姫命 素盞男命 猿田彦命 若宮葛ノ葉姫 | 稲荷神社    |        | 信太森葛葉稲荷神社 | 村社 · 式内社（和泉国和泉郡舊府神社） · クスノキは市指定天然記念物 · 大正4年（1915年）に同市尾井の舊府神社を合祀 · |
| 伯太神社           | 伯太町（位置）   | 伯太比古命 伯太比売命                                       |             |        |                    | 村社 · 式内社（和泉国和泉郡博多神社） · 丸笠山古墳は府指定史跡 · 平松王子（九十九王子の10番目）を合祀 · 大正5年（1916年）に丸笠神社を合祀 · だんじり祭りで宮入りが行われる ·                                                              |
| 舊府神社           | 尾井（位置）     | 素盞嗚命                                                    | 祇園神社    |        |                    | 村社 単立神社 式内社（和泉国和泉郡舊府神社） 大正4年（1915年）に同市葛の葉町の信太森葛葉稲荷神社に合祀、同5年（1916年）に再建 |
| 和泉神社           | 府中町           |                                                             |             |        |                    | 泉井上神社の境内社 式内社（和泉国和泉郡和泉神社） 明治41年（1908年）に泉井上神社に合祀され境内社となる |
| 穂椋神社           | 三林町           | 天忍穂耳命 保食神                                           |             |        |                    | 同市三林町の春日神社の境内社 式内社（和泉国和泉郡穂椋神社） 大正4年（1915年）に春日神社に合祀され境内社となる |
| 丸笠神社           | 伯太町           | 御諸別神 素盞嗚命                                           |             |        |                    | 伯太神社の飛地境内社 式内社（和泉国和泉郡丸笠神社） 大正5年（1916年）に伯太神社に合祀され境内社となる |
| 表 話 編 歴        |                  |                                                             |             |        |                    | |

## 箕面市
箕面市にある神社
| 神社名         | 所在地           | 主な祭神                      | 神社系列 | 神社庁 | 公式サイト | 備考                                          |
| 阿比太神社     | 桜ケ丘（位置）   | 素盞嗚尊                      | 祇園神社 |        | 阿比太神社 | 村社 · 式内社（摂津国豐嶋郡阿比太神社） ·     |
| 為那都比古神社 | 石丸（位置）     | 為那都比古大神 為那都比売大神 |          |        |            | 村社 · 式内社（摂津国豐嶋郡為那都比古神社） · |
| 春日神社       | 小野原西（位置） | 天児屋根命 天照大神           | 春日神社 |        |            | 村社 刀は府指定有形文化財                     |
| 天児屋根命神社 | 瀬川（位置）     | 天児屋根命                    | 春日神社 |        |            | 村社                                          |
| 止々呂美神社   | 止々呂美（位置） | 須佐之男命 稲田姫命 八王子神  | 祇園神社 |        |            | 村社                                          |
| 牧落八幡宮     | 牧落（位置）     | 応神天皇                      | 八幡宮   |        |            | 村社                                          |
| 表 話 編 歴    |                  |                               |          |        |            |                                               |

## 柏原市
柏原市にある神社
| 神社名           | 所在地             | 主な祭神                                                                   | 神社系列 | 神社庁 | 公式サイト | 備考 |
| 石神社           | 太平寺（位置）     | 石長姫命 石姫皇女 熊野権現                                                 | 熊野神社 |        |            | 郷社 · 式内社（河内国大県郡石神社） · 智識寺東塔刹柱礎石は府指定有形文化財 · クスノキは府指定天然記念物 ·                                           |
| 鐸比古鐸比賣神社 | 大県（位置）       | 鐸比古命 鐸比売命                                                          |          |        |            | 郷社 · 式内社（河内国大県郡鐸比古神社、河内国大県郡鐸比売神社） · 明治41年（1908年）に同市平野の若倭彦神社、同市山ノ井町の若倭姫神社を合祀 ·        |
| 天湯川田神社     | 高井田（位置）     | 天湯河棚命 天児屋根命 大日霊貴命                                           |          |        |            | 村社 · 式内社（河内国大県郡天湯川田神社） · |
| 大狛神社         | 本堂（位置）       | 大狛連祖                                                                   |          |        |            | 村社 · 式内社（河内国大県郡大狛神社） · |
| 柏原神社         | 今町（位置）       | 宇迦之御魂神                                                               | 稲荷神社 |        |            | 村社 |
| 金山彦神社       | 青谷（位置）       | 金山毘古神                                                                 |          |        |            | 村社 · 式内社（河内国大県郡金山孫神社） · |
| 金山媛神社       | 雁多尾畑（位置）   | 金山毘売神                                                                 |          |        |            | 村社 · 式内社（河内国大県郡金山媛神社） · |
| 国分神社         | 国分市場（位置）   | 大国主命 少彦名命 飛鳥大神（事代主）                                       |          |        |            | 村社 河内国南河内郡茶臼山古墳出土品は国の重要文化財 松岳山古墳は国の史跡 明治40年（1907年）に同市国分東条町の杜本神社を合祀                         |
| 宿奈川田神社     | 高井田（位置）     | 宿奈彦根命 高皇産霊命 級戸辺命                                             |          |        |            | 村社 · 式内社（河内国大県郡宿奈川田神社） · |
| 伯太彦神社       | 玉出町（位置）     | 伯太彦命 広国押武金日命                                                    |          |        |            | 村社 · 式内社（河内国安宿郡伯太彦神社） · 安福寺横穴群は府指定史跡 · 明治41年（1908年）に羽曳野市誉田の誉田八幡宮に合祀、昭和21年（1946年）に独立 · |
| 伯太姫神社       | 円明町（位置）     | 伯太姫命                                                                   |          |        |            | 村社 · 式内社（河内国安宿郡伯太姫神社） · 明治40年（1907年）に羽曳野市誉田の誉田八幡宮に合祀、昭和21年（1946年）に独立 ·                            |
| 二宮神社         | 安堂町（位置）     | 素盞嗚尊                                                                   |          |        |            | 村社 式内社（河内国大県郡宿奈川田神社） |
| 若倭彦神社       | 平野（位置）       | 若倭彦命 品陀和気天皇                                                      | 八幡宮   |        |            | 村社 · 式内社（河内国大県郡若倭彦命神社） · 明治41年（1908年）に同市大県の鐸比古鐸比賣神社に合祀、昭和22年（1947年）に独立 ·                        |
| 若倭姫神社       | 山ノ井町（位置）   | 若倭姫命                                                                   |          |        |            | 村社 · 式内社（河内国大県郡若倭姫命神社） · 明治41年（1908年）に同市大県の鐸比古鐸比賣神社に合祀、昭和22年（1947年）に独立 ·                        |
| 柏原黒田神社     | 今町（位置）       | 塩土翁大神 天御中主大神 天照大神 天児屋根命 比咩大神 武甕槌大神 経津主大神 |          |        |            | 昭和44年（1969年）に同市上市の春日神社、藤井寺市北条町の黒田神社を合祀、社名を塩殿神社から柏原黒田神社に変更                                        |
| 春日神社         | 田辺（位置）       | 春日大神                                                                   | 春日神社 |        |            | 田辺廃寺跡は国の史跡 |
| 杜本神社         | 国分東条町（位置） | 経津主命                                                                   |          |        |            | 式内社（名神大社、河内国安宿郡杜本神社） 明治40年（1907年）に同市国分市場の国分神社に合祀、昭和47年（1972年）に再建                                 |
| 森本神社         | 国分市場           | 経津主命                                                                   |          |        |            | 国分神社の境内社 式内社（名神大社、河内国安宿郡杜本神社） 明治40年（1907年）に同市国分東条町の杜本神社が国分神社に合祀され境内社となる              |
| 表 話 編 歴      |                    |                                                                            |          |        |            | |

## 羽曳野市
羽曳野市にある神社
| 神社名         | 所在地         | 主な祭神                     | 神社系列 | 神社庁 | 公式サイト | 備考 |
| 誉田八幡宮     | 誉田（位置）   | 応神天皇                     | 八幡宮   |        | 誉田八幡宮 | 府社 · 塵地螺鈿金銅装神輿、金銅透彫鞍金具は国宝 · 剣、松皮菱螺鈿鏡鞍、太刀、薙刀、木造舞楽面、絹本著色誉田宗廟縁起、紙本著色神功皇后縁起、紙本墨書伏見天皇宸翰後撰和哥集第廿は国の重要文化財 · 鉄蛭巻薙刀拵、後光厳院宸翰御消息、紺紙金地法華経八巻、霊元天皇宸翰御消息は国の重要美術品に認定 · 太刀は府指定有形文化財 · 木造座太鼓、木造羯鼓胴、石造燈籠、伝僧形八幡神像は市指定有形文化財 · 藤花車、藤花車飾布は市指定有形民俗文化財 · 明治40年（1907年）に当宗神社、柏原市円明町の伯太姫神社、同41年（1908年）に柏原市玉出町の伯太彦神社を合祀 · |
| 飛鳥戸神社     | 飛鳥（位置）   | 素盞嗚命                     | 祇園神社 |        |            | 村社 · 式内社（名神大社、河内国安宿郡飛鳥戸神社） · 明治41年（1908年）に同市壺井の壺井八幡宮に合祀、昭和27年（1952年）に再建 · |
| 大津神社       | 高鷲（位置）   | 素盞嗚命 奇稲田姫命 天日鷲命 | 祇園神社 |        |            | 村社 · 式内社（河内国丹比郡大津神社） · |
| 大祁於賀美神社 | 大黒（位置）   | 高龗神                       |          |        |            | 村社 · 式内社（河内国石川郡太祁於賀美神社） · 明治40年（1907年）に同市壺井の壺井八幡宮に合祀、昭和30年（1955年）に再建 · |
| 白鳥神社       | 古市（位置）   | 日本武尊 素戔嗚命 稲田姫命   | 鷲神社   |        |            | 村社 · だんじり祭りで宮入りが行われる · 明治41年（1908年）に同市古市の高屋神社を合祀 · |
| 高屋神社       | 古市（位置）   | 饒速日命 広国押武金日命      |          |        |            | 村社 · 式内社（河内国古市郡高屋神社） · 明治41年（1908年）に同市古市の白鳥神社に合祀、昭和29年（1954年）に独立 · |
| 利雁神社       | 尺度（位置）   | 保食神 品陀別命 天児屋根命   |          |        |            | 村社 式内社（河内国古市郡利雁神社） 明治40年（1907年）に富田林市宮町の美具久留御魂神社に合祀、後に再建 |
| 野々上八幡神社 | 野々上（位置） | 八幡大菩薩                   | 八幡宮   |        |            | 村社 · |
| 日吉神社       | 西浦（位置）   | 大山咋命                     | 日吉神社 |        | 日吉神社   | 村社 |
| 杜本神社       | 駒ケ谷（位置） | 経津主命                     |          |        |            | 村社 · 式内社（名神大社、河内国安宿郡杜本神社） · 阿闍梨覚峰関係資料は市指定有形文化財 · |
| 壺井八幡宮     | 壺井（位置）   | 応神天皇 神功皇后 仲哀天皇   | 八幡宮   |        | 壺井八幡宮 | 黒韋威胴丸は国の重要文化財 · 太刀は国の重要美術品に認定 · 境内は府指定史跡 · クスノキは府指定天然記念物 · 石造燈籠、僧形八幡神像は市指定有形文化財 · 河内源氏の氏神 · 明治40年（1907年）に同市大黒の大祁於賀美神社、同41年（1908年）に同市飛鳥の飛鳥戸神社を合祀 · |
| 当宗神社       | 誉田           | 素盞鳴命                     |          |        |            | 誉田八幡宮の境内社 式内社（河内国志紀郡当宗神社） 明治40年（1907年）に誉田八幡宮に合祀され境内社となる |
| 表 話 編 歴    |                |                              |          |        |            | |

## 門真市
門真市にある神社
| 神社名      | 所在地         | 主な祭神                     | 神社系列 | 神社庁 | 公式サイト | 備考                                                                          |
| 三島神社    | 三ッ島（位置） | 天照皇大神 大己貴命 素盞嗚尊 |          |        |            | 郷社 薫蓋クスは国の天然記念物 明治41年（1908年）に同市稗島の堤根神社を合祀    |
| 門真神社    | 元町（位置）   | 素盞嗚命                     | 祇園神社 |        |            | 村社                                                                          |
| 島頭天満宮  | 上島町（位置） | 菅原道真                     | 天満宮   |        |            | 村社 昭和51年（1976年）に社名を産須那神社から島頭天満宮に変更                 |
| 堤根神社    | 稗島（位置）   | 天照皇大神 素盞嗚神 大己貴神 |          |        |            | 村社 明治41年（1908年）に同市三ッ島の三島神社に合祀、昭和21年（1946年）に独立 |
| 堤根神社    | 宮野町（位置） | 彦八井耳命 菅原道真          | 天満宮   |        | 堤根神社   | 村社 式内社（河内国茨田郡堤根神社） 伝茨田堤は府指定史跡                      |
| 天神社      | 月出町（位置） | 少彦名命                     |          |        | 天神社     | 村社                                                                          |
| 表 話 編 歴 |                |                              |          |        |            |                                                                               |

## 摂津市
摂津市にある神社
| 神社名         | 所在地         | 主な祭神                       | 神社系列 | 神社庁 | 公式サイト | 備考                                              |
| 藤森神社       | 鳥飼西（位置） | 舎人親王 菅原道真              | 藤森神社 |        | 藤森神社   | 郷社                                              |
| 味生神社       | 一津屋（位置） | 素盞男命 天照大神 八幡大神     |          |        |            | 村社 単立神社                                     |
| 味府神社       | 別府（位置）   | 天照大神 天児屋根命 菅原大神   |          |        |            | 村社 単立神社                                     |
| 味舌天満宮     | 三島（位置）   | 菅原道真                       | 天満宮   |        |            | 村社 · 本殿、摂社八幡神社本殿は府指定有形文化財 · |
| 須佐之男命神社 | 千里丘（位置） | 須佐之男命 天児屋根命 事代主命 | 祇園神社 |        |            | 村社                                              |
| 表 話 編 歴    |                |                                |          |        |            |                                                   |

## 高石市
高石市にある神社
| 神社名         | 所在地         | 主な祭神            | 神社系列 | 神社庁 | 公式サイト     | 備考 |
| 高石神社       | 高師浜（位置） | 少名彦名命 天照大神 |          |        | 高石神社       | 郷社 式内社（和泉国大鳥郡高石神社） だんじり祭りで宮入りが行われる                                                                    |
| 等乃伎神社     | 取石（位置）   | 天児屋根命          |          |        | 等乃伎神社     | 村社 · 式内社（和泉国大鳥郡等乃伎神社、和泉国大鳥郡大歳神社） · だんじり祭りで宮入りが行われる · 明治42年（1909年）に大歳神社を合祀 · |
| 大鳥羽衣濱神社 | 羽衣（位置）   | 両道入姫皇女        | 鷲神社   |        | 大鳥羽衣濱神社 | 大鳥五社 大鳥大社の境外摂社 式内社（和泉国大鳥郡大鳥濱神社） だんじり祭りで宮入りが行われる                                           |
| 表 話 編 歴    |                |                     |          |        |                | |

## 藤井寺市
藤井寺市にある神社
| 神社名       | 所在地         | 主な祭神                                                        | 神社系列 | 神社庁 | 公式サイト   | 備考 |
| 伴林氏神社   | 林（位置）     | 高皇産霊神                                                      |          |        | 伴林氏神社   | 府社 式内社（河内国志紀郡伴林氏神社） |
| 道明寺天満宮 | 道明寺（位置） | 菅原道真 天穂日命 覚寿尼                                        | 天満宮   |        | 道明寺天満宮 | 郷社 · 銀装革帯、玳瑁装牙櫛、牙笏、犀角柄刀子、伯牙弾琴鏡、青白磁円硯は国宝 · 笹散蒔絵鏡匣、 笹散双雀鏡は国の重要文化財 · 天モクゲンジは府指定天然記念物 · 天神縁起絵扇面貼交屏風、石燈籠、国府遺跡出土けつ状耳飾りは市指定有形文化財 · |
| 辛国神社     | 藤井寺（位置） | 饒速日命 天児屋根命 素盞嗚命                                    | 春日神社 |        | 辛國神社     | 村社 · 式内社（河内国志紀郡辛國神社、河内国志紀郡長野神社） · 明治41年（1908年）に長野神社を合祀 · |
| 黒田神社     | 北条町（位置） | 天御中主大神 天照大神 天児屋根命 比咩大神 武甕槌大神 経津主大神 |          |        |              | 村社 式内社（河内国志紀郡黒田神社） 石燈籠は市指定有形文化財 明治40年（1907年）に同市大井の志疑神社を合祀 |
| 志貴県主神社 | 惣社（位置）   | 神八井耳命                                                      |          |        |              | 村社 式内社（河内国志紀郡志貴県主神社） |
| 志疑神社     | 大井（位置）   | 素盞嗚命 菅原道真                                               | 祇園神社 |        |              | 村社 式内社（河内国志紀郡志疑神社） 明治40年（1907年）に同市北条町の黒田神社に合祀、昭和21年（1946年）に独立 |
| 表 話 編 歴  |                |                                                                 |          |        |              | |

## 東大阪市
東大阪市にある神社
| 神社名                          | 所在地                            | 主な祭神                                                                             | 神社系列   | 神社庁 | 公式サイト   | 備考 |
| 枚岡神社                        | 出雲井町（位置）                  | 天児屋根大神 比売大神                                                                | 春日神社   |        | 枚岡神社     | 河内国一宮 · 官幣大社 · 別表神社 · 式内社（名神大社、河内国河内郡枚岡神社） · 社叢はかおり風景100選に選定 · 粥占神事は府選択無形民俗文化財 · 本殿、銅製擬宝珠、銅製釣燈篭、絹本著色枚岡神社絵図は市指定有形文化財 · 注連縄掛神事は市指定無形民俗文化財 · 枚岡梅林は市指定名勝 · 明治5年（1872年）に同市善根寺町の善根寺春日神社、同市横小路町の大賀世神社、同市吉田の吉田春日神社を合祀 · |
| 鴨高田神社                      | 高井田（位置）                    | 速須佐之男命 大鴨積命 神功皇后 応神天皇                                              | 八幡宮     |        |              | 郷社 単立神社 式内社（河内国渋川郡鴨高田神社） |
| 若江鏡神社                      | 若江南（位置）                    | 大伊迦槌火明大神 足仲彦天皇命                                                        |            |        | 若江鏡神社   | 郷社 · 式内社（河内国若江郡若江鏡神社） · 本殿、大般若経六百巻は市指定有形文化財 · |
| 石切剣箭神社 石切剣箭神社上之宮 | 東石切町（位置） 上石切町（位置） | 饒速日尊 可美真手命                                                                  |            |        | 石切剣箭神社 | 村社 · 単立神社 · 式内社（河内国河内郡石切劔箭命神社） · クスノキは市指定天然記念物 · 明治40年（1907年）に上之宮を本社に合祀、昭和47年（1972年）に上之宮を再建 · |
| 稲田八幡神社                    | 稲田本町（位置）                  | 応神天皇 神功皇后 仲哀天皇                                                           | 八幡宮     |        |              | 村社 単立神社 イチョウは市指定天然記念物 |
| 石田神社                        | 岩田町（位置）                    | 誉田別命 帯仲彦命 息長足姫命                                                         | 八幡宮     |        |              | 村社 単立神社 式内社（河内国若江郡石田神社） 明治5年（1872年）に社名を岩田八幡宮から石田神社に変更 |
| 宇波神社                        | 加納（位置）                      | 埴安姫命                                                                             |            |        |              | 村社 単立神社 式内社（河内国若江郡宇婆神社） |
| 大津神社                        | 水走（位置）                      | 大土神                                                                               |            |        |              | 村社 単立神社 式内社（河内国河内郡大津神社） |
| 梶無神社                        | 六万寺町（位置）                  | 瓊瓊杵尊 木花開耶姫命                                                                |            |        |              | 村社 単立神社 式内社（河内国河内郡梶無神社） アオバズク繁殖地は市指定天然記念物 |
| 川俣神社                        | 川俣（位置）                      | 大己貴命 少彦名命 保食神                                                             |            |        |              | 村社 単立神社 式内社（河内国若江郡川俣神社） |
| 栗原神社                        | 吉原（位置）                      | 中臣雷大臣命 水分神 天児屋根命 品陀別命                                              |            |        |              | 村社 単立神社 式内社（河内国河内郡栗原神社） |
| 善根寺春日神社                  | 善根寺町（位置）                  | 武甕槌命 経津主命 天児屋根命 比売神                                                  | 春日神社   |        |              | 村社 単立神社 造酒斎殿、造酒具は市指定有形民俗文化財 明治5年（1872年）に同市出雲井町の枚岡神社に合祀、同14年（1981年）に再建 |
| 津原神社                        | 花園本町（位置）                  | 天児屋根命 玉櫛彦命 櫛玉命                                                           |            |        |              | 村社 単立神社 式内社（河内国河内郡津原神社） |
| 都留弥神社                      | 荒川（位置）                      | 速秋津日子神 速秋津比売神 推古天皇 菅原道真                                          | 天満宮     |        |              | 村社 式内社（河内国渋川郡都留弥神社） 明治40年（1885年）に現在地に移転、昭和29年（1954年）に当社跡地に布施戎神社が創建 |
| 長瀬神社                        | 衣摺（位置）                      | 伊弉諾命 伊弉册尊 天照皇大神 素盞鳴命 保食大神 少彦名命 菊理姫命 品陀和気命 菅原道真 |            |        | 長瀬神社     | 村社 明治40年（1907年）に同市長瀬町の波牟許曽神社を合祀 |
| 長田神社                        | 長田（位置）                      | 品陀別命 息長足姫命 多紀理毘売命                                                     | 八幡宮     |        |              | 村社 単立神社 式内社（河内国若江郡意支部神社） |
| 仲村神社                        | 菱江（位置）                      | 己己都牟須比命                                                                       |            |        |              | 村社 式内社（河内国若江郡中村神社） |
| 西堤神社                        | 西堤（位置）                      | 天照皇大神 豊受大神                                                                  |            |        |              | 村社 単立神社 |
| 彌刀神社                        | 近江堂（位置）                    | 速秋津彦神 速秋津姫神                                                                | 祇園神社   |        |              | 村社 · 単立神社 · 式内社（河内国若江郡彌刀神社） · 摂社八坂神社本殿は市指定有形文化財 · |
| 弥栄神社                        | 中小阪（位置）                    | 素盞嗚命 天穂日命                                                                    | 祇園神社   |        |              | 村社 |
| 吉田春日神社                    | 吉田（位置）                      | 天児屋根大神 比売大神 武甕槌大神 経津主大神                                          | 春日神社   |        |              | 村社 単立神社 本殿は市指定有形文化財 明治5年（1872年）に同市出雲井町の枚岡神社に合祀、同12年（1879年）に再建 |
| 大賀世神社                      | 横小路町（位置）                  | 天御柱神 国御柱神                                                                    |            |        |              | 本殿は市指定有形文化財 明治5年（1872年）に同市出雲井町の枚岡神社に合祀、同13年（1980年）に再建 |
| 諏訪神社                        | 中新開（位置）                    | 諏訪大明神 稲荷大明神 筑波大権現                                                     | 諏訪神社   |        |              | 本殿は市指定有形文化財 |
| 波牟許曽神社                    | 長瀬町（位置）                    | 伊弉那岐大神 伊弉那美大神 天照大御神                                                 |            |        |              | 式内社（河内国渋川郡波牟許曽神社） 明治40年（1907年）に同市衣摺の長瀬神社に合祀、後に再建 |
| 瓢箪山稲荷神社                  | 瓢箪山町（位置）                  | 若宇迦乃賣命                                                                         | 稲荷神社   |        |              | ウィキメディア・コモンズには、 瓢箪山稲荷神社 に関連するカテゴリがあります。 |
| 布施戎神社                      | 足代（位置）                      | 蛭子命 事代主命                                                                      | えびす神社 |        |              | 式内社（河内国渋川郡都留弥神社） 昭和29年（1954年）に都留弥神社跡地に西宮神社から蛭子命を勧請して創建、昭和63年（1988年）に今宮戎神社から事代主命を勧請 都留弥神社の御旅所 |
| 御厨天神社                      | 御厨（位置）                      | 大国主命 少名彦命                                                                    |            |        |              | 式内社（河内国若江郡意支部神社） クスノキは市指定天然記念物 |
| 表 話 編 歴                     |                                   |                                                                                      |            |        |              | |

## 泉南市
泉南市にある神社
| 神社名       | 所在地             | 主な祭神                                                                                              | 神社系列   | 神社庁 | 公式サイト | 備考                                                                                       |
| 男神社       | 男里（位置）       | 神日本磐余彦命 彦五瀬命                                                                               |            |        |            | 府社 式内社（和泉国日根郡男神社）                                                          |
| 一岡神社     | 信達大苗代（位置） | 須佐之男命                                                                                            | 祇園神社   |        |            | 村社 · 厩戸王子跡は府指定史跡 · 明治40年（1907年）に厩戸王子（九十九王子の19番目）を合祀 · |
| 信達神社     | 信達金熊寺（位置） | 神倭磐毘古命 金山彦命 伊邪那美命                                                                      |            |        |            | 村社 ナギは府指定天然記念物 明治43年（1910年）に信達王子（九十九王子の20番目）を合祀       |
| 種河神社     | 新家（位置）       | 素盞嗚命 丹生大神 龍神                                                                                |            |        |            | 村社                                                                                       |
| 茅渟神社     | 樽井（位置）       | 天忍穂耳命 天之菩卑能命 天津日子根命 活津日子根命 熊野久須毘命 多紀理毘賣命 市杵嶋比賣命 多岐都比賣命 | 八王子神社 |        |            | 村社                                                                                       |
| 里外神社     | 岡田（位置）       | 素盞嗚命                                                                                              |            |        |            | 村社 ·                                                                                     |
| 市場稲荷神社 | 信達市場（位置）   | 豊宇気毘売大神                                                                                        | 稲荷神社   |        |            |                                                                                            |
| 表 話 編 歴  |                    | |            |        |            |                                                                                            |

## 四條畷市
四條畷市にある神社
| 神社名      | 所在地           | 主な祭神                              | 神社系列 | 神社庁 | 公式サイト | 備考 |
| 四條畷神社  | 南野（位置）     | 楠木正行                              |          |        |            | 別格官幣社 · 建武中興十五社 · 別表神社 · 太刀は国の重要文化財 · 楠木正行の墓（小楠公御墓所）、和田賢秀の墓は府指定史跡 · クスノキは府指定天然記念物 · 楠木正行が戦死した四條畷の戦いの行われた地に鎮座 · |
| 国中神社    | 清滝中町（位置） | 国常立命                              |          |        |            | 村社 式内社（河内国讃良郡国中神社） |
| 住吉神社    | 上田原（位置）   | 底筒男命 中筒男命 表筒男命 息長足姫命 | 住吉神社 |        |            | 村社 石槽は府指定有形文化財 |
| 忍陵神社    | 岡山（位置）     | 藤原鎌足                              |          |        |            | 村社 式内社（河内国讃良郡津桙神社） 忍岡古墳は府指定史跡 明治44年（1911年）に社名を津桙神社から忍陵神社に変更                                                                                            |
| 御机神社    | 南野（位置）     | 素盞嗚尊                              | 祇園神社 |        |            | 村社 式内社（河内国讃良郡御机神社） |
| 表 話 編 歴 |                  |                                       |          |        |            | |

## 交野市
交野市にある神社
| 神社名      | 所在地       | 主な祭神                                                  | 神社系列 | 神社庁 | 公式サイト | 備考                                                                   |
| 住吉神社    | 私部（位置） | 住吉三神 息長帯姫命                                       | 住吉神社 |        | 住吉神社   | 郷社                                                                   |
| 天田神社    | 私市（位置） | 底筒男命 中筒男命 表筒男命 息長足姫命                     | 住吉神社 |        |            | 村社 ·                                                                 |
| 機物神社    | 倉治（位置） | 天棚機比売大神 栲機千々比売大神 地代主大神 八重事代主大神 |          |        | 機物神社   | 村社 ·                                                                 |
| 星田神社    | 星田（位置） | 表筒男命 中筒男命 底筒男命 息長帯姫命                     | 住吉神社 |        | 星田神社   | 村社 ·                                                                 |
| 若宮神社    | 私市（位置） | 表筒男命 中筒男命 底筒男命 息長帯姫命                     | 住吉神社 |        |            | 村社 ·                                                                 |
| 磐船神社    | 私市（位置） | 饒速日命                                                  |          |        | 磐船神社   | ウィキメディア・コモンズには、 磐船神社 に関連するカテゴリがあります。 |
| 小松神社    | 星田（位置） | 天之御中主大神 高皇産霊大神 神皇産霊大神                  |          |        |            | 星田神社の境外社                                                       |
| 表 話 編 歴 |              |                                                           |          |        |            |                                                                        |

## 大阪狭山市
大阪狭山市にある神社
| 神社名      | 所在地       | 主な祭神                     | 神社系列 | 神社庁 | 公式サイト | 備考                                                                                                 |
| 狭山神社    | 半田（位置） | 天照皇大神 素盞嗚命          | 祇園神社 |        |            | 郷社 · 式内社（河内国丹比郡狭山神社） · 明治40年（1907年）に狭山堤神社を合祀 ·                       |
| 三都神社    | 今熊（位置） | 伊奘諾尊 伊奘冊尊 須佐之男尊 | 熊野神社 |        |            | 村社 ·                                                                                               |
| 龍神社      | 岩室（位置） | 水波能売命 天水分神 国水分神 |          |        |            | ウィキメディア・コモンズには、 龍神社 に関連するカテゴリがあります。                                 |
| 狭山堤神社  | 半田         | 五十色入彦尊                 |          |        |            | 狭山神社の境内社 式内社（河内国丹比郡狭山堤神社） 明治40年（1907年）に狭山神社に合祀され境内社となる |
| 表 話 編 歴 |              |                              |          |        |            | |

## 阪南市
阪南市にある神社
| 神社名      | 所在地       | 主な祭神                              | 神社系列 | 神社庁 | 公式サイト | 備考 |
| 波太神社    | 石田（位置） | 角凝命 応神天皇                       | 八幡宮   |        |            | 府社 式内社（和泉国日根郡波太神社） 本殿、末社三神社本殿は国の重要文化財 三十六歌仙扁額は府指定有形文化財 |
| 加茂神社    | 箱作（位置） | 玉依比売命 高龗神                     | 加茂神社 |        |            | 村社 本殿は府指定有形文化財                                                                               |
| 菅原神社    | 箱作（位置） | 菅原道真 素盞鳴命                     | 天満宮   |        |            | 村社 |
| 鳥取神社    | 石田（位置） | 天照大神 素戔嗚命 品陀和気命 菅原道真 |          |        |            | 玉田山一号墳は府指定史跡 玉田山二号墳は市指定史跡 馬目王子（九十九王子の23番目）を合祀                    |
| 表 話 編 歴 |              |                                       |          |        |            | |

## 三島郡島本町
三島郡島本町にある神社
| 神社名      | 所在地       | 主な祭神                       | 神社系列 | 神社庁 | 公式サイト | 備考 |
| 水無瀬神宮  | 広瀬（位置） | 後鳥羽天皇 土御門天皇 順徳天皇 |          |        |            | 官幣大社 · 別表神社 · 紙本著色後鳥羽天皇像、後鳥羽天皇宸翰御手印置文は国宝 · 客殿、茶室、後鳥羽院御置文案文、後鳥羽院宸翰御消息、紙本墨書後村上天皇宸翰御願文は国の重要文化財 · 後鳥羽天皇後四百回忌御法楽御短冊、御水尾天皇宸翰御懐紙、御歴代宸翰御法楽御短冊は国の重要美術品に認定 · 水無瀬駒関連資料は町指定有形文化財 · 離宮の水は名水百選に選定 · |
| 椎尾神社    | 山崎（位置） | 素盞鳴尊 聖武天皇 後鳥羽天皇   |          |        |            | 村社 単立神社 |
| 諏訪神社    | 尺代（位置） | 建御名方命                     | 諏訪神社 |        |            | 村社 単立神社 |
| 若山神社    | 広瀬（位置） | 素戔嗚尊                       | 祇園神社 |        | 若山神社   | 村社 · 単立神社 · 東大寺村おかげ踊図絵馬は府指定有形民俗文化財 · ツブラジイ林は府指定天然記念物 · 神像は町指定有形文化財 · |
| 関大明神社  | 山崎（位置） | 大己貴命 天児屋根命            |          |        |            | 単立神社 本殿は府指定有形文化財 |
| 表 話 編 歴 |              |                                |          |        |            | |

## 豊能郡

### 豊能町
豊能郡豊能町にある神社
| 神社名      | 所在地       | 主な祭神                                             | 神社系列          | 神社庁 | 公式サイト | 備考                                |
| 走落神社    | 木代（位置） | 天照皇大神 建速素盞嗚尊 少彦名命 稲倉魂神 五十猛大神 | 祇園神社 温泉神社 |        |            | 村社 式内社（摂津国島下郡走落神社） |
| 表 話 編 歴 |              |                                                      |                   |        |            |                                     |

### 能勢町
豊能郡能勢町にある神社
| 神社名      | 所在地       | 主な祭神                   | 神社系列 | 神社庁 | 公式サイト | 備考 |
| 岐尼神社    | 森上（位置） | 瓊瓊杵尊 天児屋根命 源満仲 |          |        |            | 郷社 式内社（摂津国能勢郡岐尼神社） |
| 久佐々神社  | 宿野（位置） | 賀茂別雷神                 |          |        |            | 郷社 式内社（摂津国能勢郡久佐々神社） |
| 野間神社    | 地黄（位置） | 饒速日命                   |          |        |            | 郷社 式内社（摂津国能勢郡野間神社） ケヤキは国の天然記念物 野間中古墳群出土の銅鈴は町指定有形文化財 野間出野の獅子舞は町指定無形民俗文化財 |
| 歌垣神社    | 倉垣（位置） | 素盞嗚命                   | 祇園神社 |        |            | 村社 |
| 倉垣天満宮  | 倉垣（位置） | 菅原道真                   | 天満宮   |        |            | 村社 イチョウは府指定天然記念物 |
| 山辺神社    | 山辺（位置） | 素盞嗚命                   | 祇園神社 |        |            | 村社 山辺神社の獅子舞は町指定無形民俗文化財                                                                                                |
| 八坂神社    | 長谷（位置） | 素盞鳴尊                   | 祇園神社 |        |            | 御田植祭は府選択無形民俗文化財 シイは府指定天然記念物                                                                                      |
| 表 話 編 歴 |              |                            |          |        |            | |

## 泉北郡忠岡町
泉北郡忠岡町にある神社
| 神社名      | 所在地         | 主な祭神 | 神社系列 | 神社庁 | 公式サイト | 備考                                                      |
| 忠岡神社    | 忠岡中（位置） | 菅原道真 | 天満宮   |        | 忠岡神社   | 村社 明治43年（1910年）に社名を菅原神社から忠岡神社に変更 |
| 表 話 編 歴 |                |          |          |        |            |                                                           |

## 泉南郡

### 熊取町
泉南郡熊取町にある神社
| 神社名      | 所在地       | 主な祭神              | 神社系列 | 神社庁 | 公式サイト | 備考                                                                              |
| 大森神社    | 大宮（位置） | 菅原道真 八重事代主命 |          |        |            | 郷社 · 雨山城跡は町指定史跡 · 雨山は町指定名勝 · だんじり祭りで宮入りが行われる · |
| 表 話 編 歴 |              |                       |          |        |            |                                                                                   |

### 田尻町
泉南郡田尻町にある神社
| 神社名      | 所在地         | 主な祭神   | 神社系列 | 神社庁 | 公式サイト | 備考                        |
| 嘉祥神社    | 嘉祥寺（位置） | 保食神     | 稲荷神社 |        |            | 村社 本殿は府指定有形文化財 |
| 春日神社    | 吉見（位置）   | 天児屋根命 | 春日神社 |        |            | 村社                        |
| 表 話 編 歴 |                |            |          |        |            |                             |

### 岬町
泉南郡岬町にある神社
| 神社名      | 所在地             | 主な祭神                              | 神社系列 | 神社庁 | 公式サイト | 備考                                                 |
| 國玉神社    | 深日（位置）       | 大国主大神                            |          |        |            | 郷社 式内社（和泉国日根郡國玉神社）                  |
| 産土神社    | 多奈川谷川（位置） | 比売大神 蔵王権現 熊野権現            | 産土神社 |        | 産土神社   | 村社                                                 |
| 住吉神社    | 多奈川小島（位置） | 底筒男命 中筒男命 表筒男命 息長帯姫命 | 住吉神社 |        |            | 村社 ウバメガシ社叢は府指定天然記念物                |
| 船守神社    | 淡輪（位置）       | 紀船守 紀小弓 五十瓊敷入彦命          |          |        |            | 村社 本殿は国の重要文化財 クスノキは府指定天然記念物 |
| 表 話 編 歴 |                    |                                       |          |        |            |                                                      |

## 南河内郡

### 太子町
南河内郡太子町にある神社
| 神社名      | 所在地       | 主な祭神              | 神社系列 | 神社庁 | 公式サイト | 備考                                                                     |
| 科長神社    | 山田（位置） | 級長津彦命 級長津姫命 |          |        |            | 郷社 · 式内社（河内国石川郡科長神社） · だんじり祭りで宮入りが行われる · |
| 表 話 編 歴 |              |                       |          |        |            |                                                                          |

### 河南町
南河内郡河南町にある神社
| 神社名      | 所在地         | 主な祭神                                | 神社系列 | 神社庁 | 公式サイト | 備考                                                                       |
| 一須何神社  | 一須賀（位置） | 大己貴尊 天照皇大神 天児屋根尊 品陀別命 |          |        |            | 村社 · 式内社（河内国石川郡一須何神社） · だんじり祭りで宮入りが行われる · |
| 鴨習太神社  | 神山（位置）   | 饒速日命                                |          |        |            | 村社 · 式内社（河内国石川郡鴨習太神社） ·                                  |
| 磐船大神社  | 平石（位置）   | 饒速日命                                |          |        |            | だんじり祭りで宮入りが行われる ·                                           |
| 表 話 編 歴 |                |                                         |          |        |            |                                                                            |

### 千早赤阪村
南河内郡千早赤阪村にある神社
| 神社名      | 所在地           | 主な祭神                                         | 神社系列 | 神社庁 | 公式サイト | 備考 |
| 建水分神社  | 水分（位置）     | 天御中主神 天水分神 罔象女神 国水分神 瀬織津媛神 |          |        | 建水分神社 | 府社 · 式内社（河内国石川郡建水分神社） · 本殿は国の重要文化財 · だんじり祭りで宮入りが行われる · 明治40年（1907年）に富田林市西板持町の板茂神社を合祀 · |
| 千早神社    | 千早城山（位置） | 楠木正成 楠木正行                                |          |        |            | 府社 · 千早城跡は国の史跡 · |
| 表 話 編 歴 |                  |                                                  |          |        |            | |